# Šerosvit

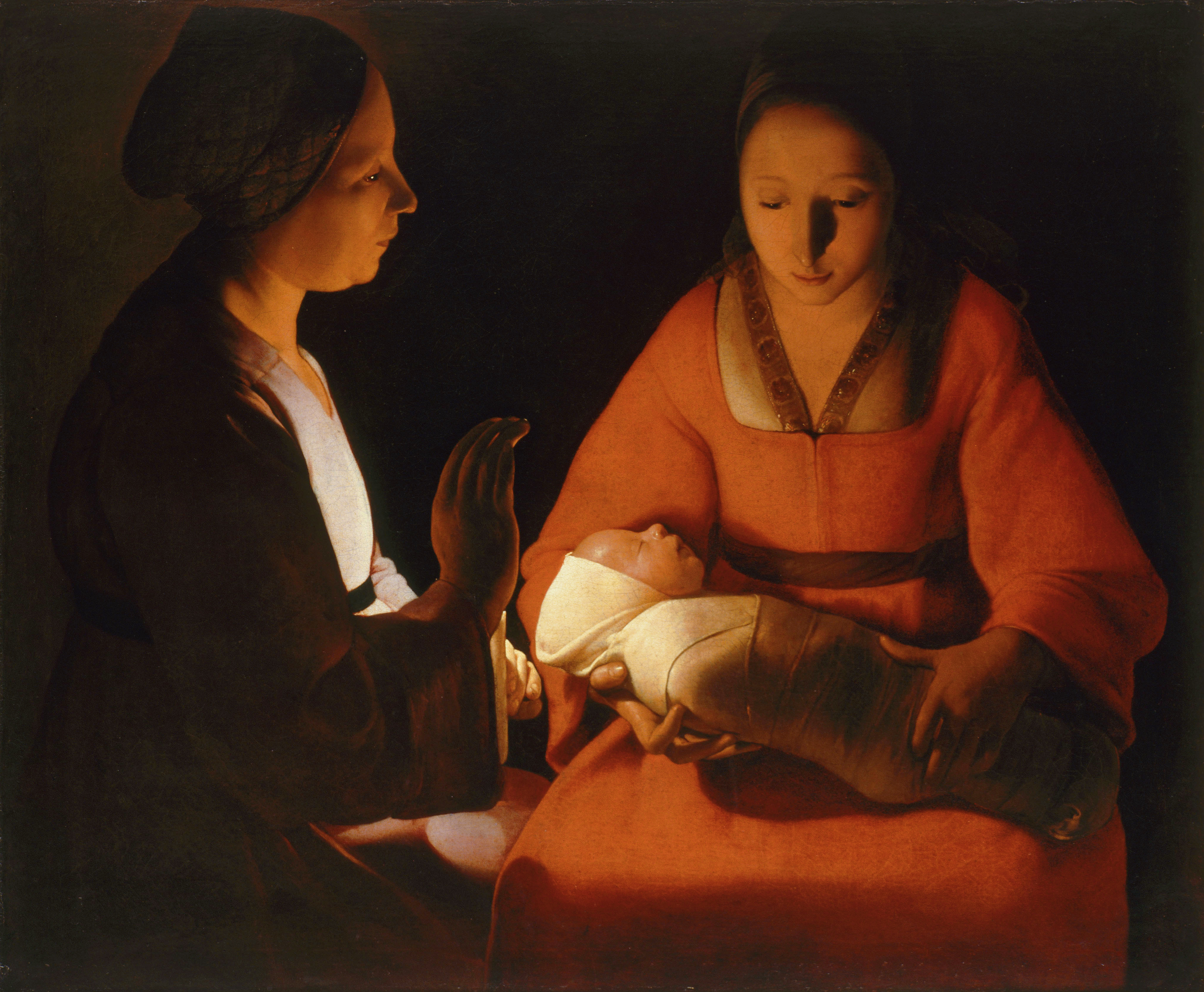
Georges de La Tour, Le Nouveau-Né (Novorozeně)

Giovanni Baglione: Nebeská a pozemská láska, 1602–1603, ukazuje dramatický účinek kompozice chiaroscuro

Šerosvit (italsky chiaroscuro) je technický termín, používaný umělci a historiky umění pro použití kontrastů světla a stínu, s cílem dosažení pocitu objemu při modelování trojrozměrných objektů a postav. Tato technika se používá také v kinematografii a fotografii.
Další specifické použití termínu chiaroscuro je ve vztahu k barevným dřevorytům, tištěným různými bloky, každý s použitím jiného barevného inkoustu; a termín „kresba chiaroscuro" pro kresby na barevném papíře s tmavým podkladem a bílým zvýrazněním.
Základním principem je, že zdůraznění formy objektu je nejlépe dosaženo dopadem světla. Mezi umělci známé pro vývoj této techniky patří Leonardo da Vinci, Caravaggio,Rembrandt, Vermeer a Goya Je to jeden ze způsobů malování obrazů v renesančním umění (vedle cangiante, sfumato a unione).
Šerosvit se jako malířská metoda vyvinul v 15. století v Itálii a ve Flandrech. Plnohodnotný šerosvit byl však uplatňován až v 16. století malíři, kteří jsou řazeni ke slohům manýrismus a baroko.
Pojem chiaroscuro neboli šerosvit je pro tuto malířskou techniku v odborné literatuře používán až od konce 18. století.
Odvozená metoda tmavých objektů dramaticky osvícených sloupem světla z nevelkého a často skrytého zdroje se nazývá temnosvit neboli tenebrismus. Vyvinuli jej Ugo da Carpi (1455–1523), Giovanni Baglione (1566–1643) a především Caravaggio (1573–1610).

## Historie
Termín chiaroscuro vznikl během renesance jako popis kresby na barevném papíře, kde umělci přecházeli od základního tónu papíru ke světlému tónu pomocí bílého kvaše a k tmavému tónu pomocí inkoustu či akvarelu. Tito umělci přitom čerpali z tradic iluminovaných rukopisů sahajících zpět do doby pozdního římského císařství, k rukopisům na fialově zbarveném podkladu. Takovým dílům se říká chiaroscuro, ale v moderní terminologii je lze popsat jako „perokresbu na připraveném papíře, zvýrazněnou bílou barvou“. Jako imitace této techniky se vytvářely dřevořezy technikou chiaroscuro. V diskuzích o italském umění je tento termín někdy používán pro obrazy v monochromatickém stylu nebo o dvou barvách. Přitom monochromatický, tedy jednobarevný styl je pak označován i francouzským ekvivalentem grisaille. Termín se rozšířil a brzy zahrnoval všechny obrazy vytvářené pomocí silného kontrastu mezi světlými a tmavými částmi obrazu.

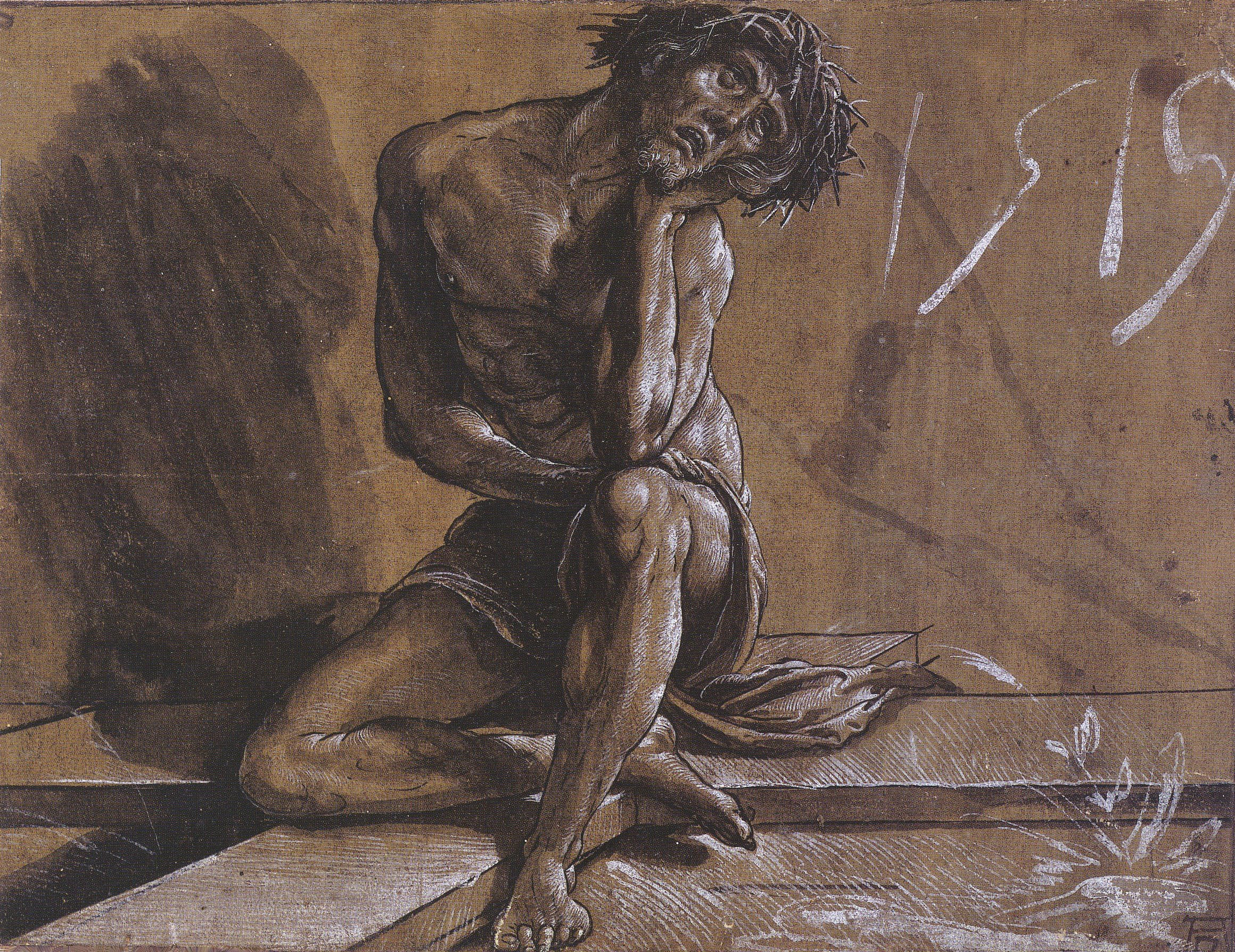
Hans Holbein mladší, Odpočívající Kristus

### Chiaroscuro v malbě
Účinek modelování světla v malbě, kresbě či tisku, kde trojrozměrný objem je dosahován gradací barev a analytickým rozdělením tvarů světla a stínu je často nazýván „stínování“. Objev těchto technik používaných už starověkými Řeky je tradičně připisován slavnému aténskému malíři z 5. století př. n. l., Apollodórovi z Athén. Několik obrazů se dochovalo. Jejich chápání účinku modelování světlem lze stále pozorovat také v mozaikách ve městě Pella ve starověké Makedonii z konce čtvrtého století před Kristem, zejména v mozaice Hon na jelena. Tato technika také přežila v poněkud hrubé, standardizované formě v byzantském umění a byla ve středověku znovu objevena. Počátkem 15. století se v Itálii a Flandrech stala standardem výtvarna malířů a iluminovaných rukopisů. Poté se rozšířila do veškerého západního umění.
Podle teorie historičky umění Marcie B. Hallové, které získalo značné uznání, je chiaroscuro jedním ze čtyř způsobů použití barev dostupných pro renesanční italské malíře spolu s technikami cangiante, sfumato a unione. Chiaroscuro modelování je nyní považováno za samozřejmé, ale má několik odpůrců; anglický portrétní miniaturista Nicholas Hilliard varoval ve svém pojednání o malbě před zneužíváním této techniky a souhlasí s názory jeho patronky královny Alžběty I.: „na to aby se ukázalo to nejlepší, není potřeba žádný stín ale spíše otevřené světlo... Její Veličenstvo... si vybralo své místo k portrétu v prostoru zahrady, kde nebyl žádný strom, ani žádný stín... „...“
Ve výkresech a tiscích je modelování chiaroscuro často dosaženo použitím šrafování nebo stínování rovnoběžnými čarami.

### Chiaroscuro v dřevořezech

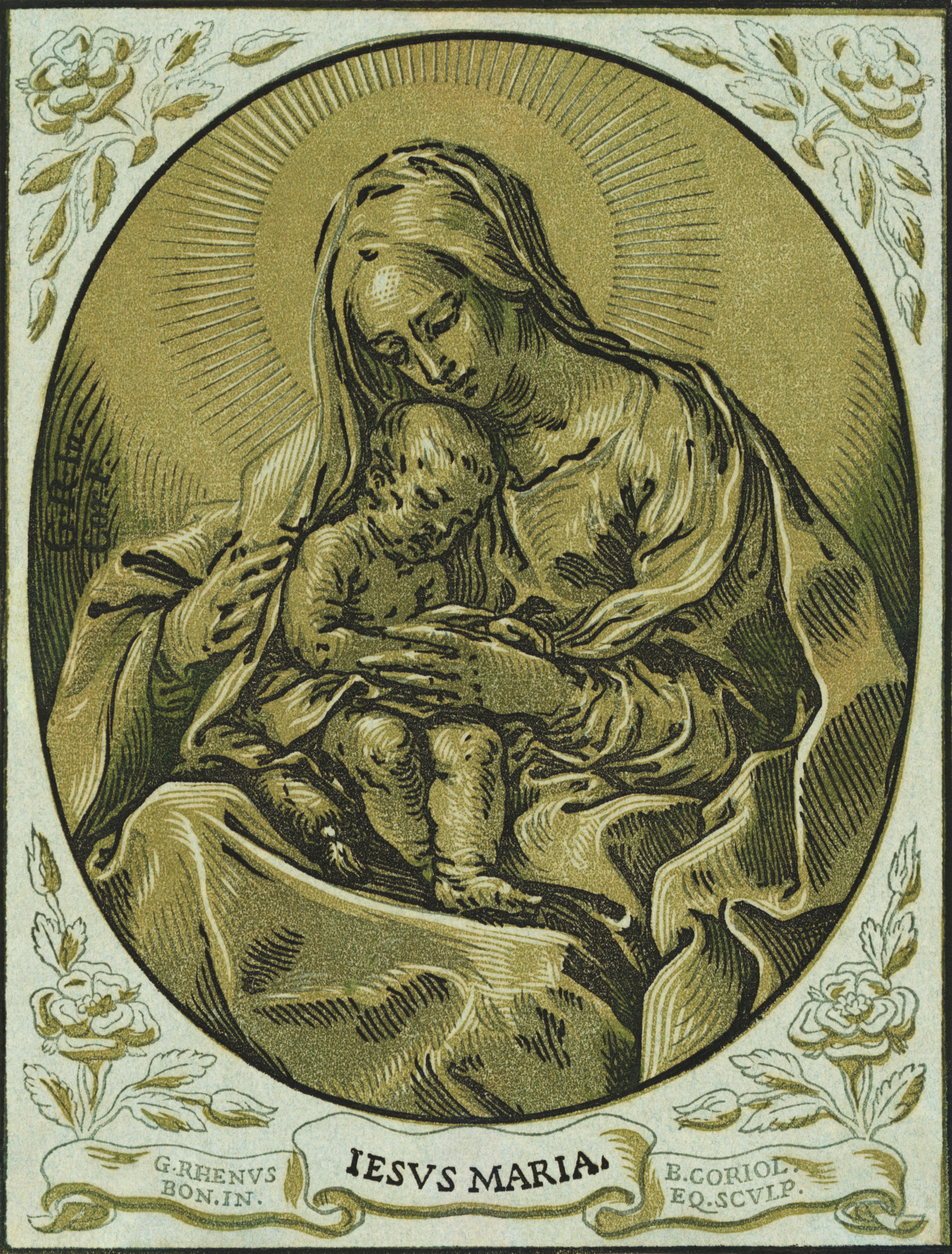
Bartolommeo Coriolano, Madona s dítětem

Jako dřevoryt ve stylu chiaroscuro jsou označovány staré tisky na něž byly použity dva nebo více vyřezávaných bločků v různých barvách; nemusí nutně vykazovat silné kontrasty světla a tmy. Zprvu byly používány k dosažení podobných efektů jako kresby chiaroscuro. Po několika prvních experimentech v knihtisku byl pravý dřevoryt chiaroscuro vytvořený pro dva bloky pravděpodobně poprvé použit Lucasem Cranachem starším v Německu v letech 1508 nebo 1509. Jeho následníkem byl Hans Burgkmair starší. I přes Georgio Vasariho důraz na italskou prioritu malíře a řezbáře Uga da Carpi (asi 1480 – asi 1532), který použil chiaroscuro v obraze Diogenes, je vidno, že první italské příklady této techniky se datují kolem roku 1516.

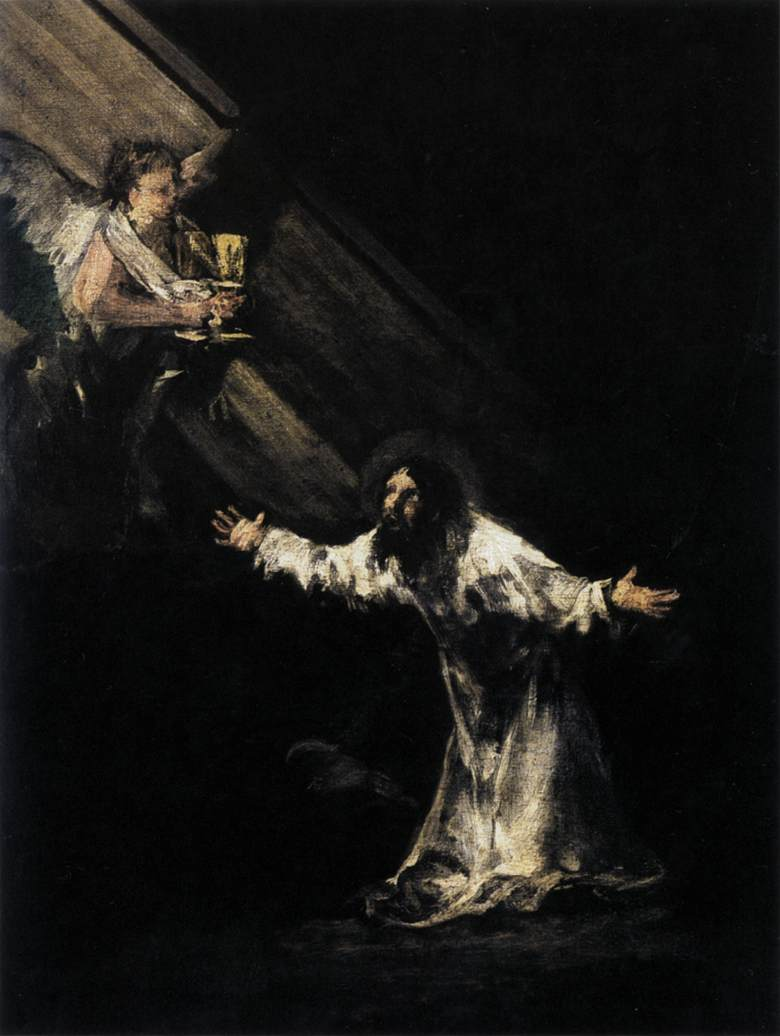
Goya: Kristus na hoře Olivetské

Jiné zdroje tvrdí, že prvním dřevořezem chiaroscuro byl obraz Triumph of Julius Caesar (Triumf Julia Caesara), který vytvořil italský malíř Andrea Mantegna mezi lety 1470 a 1500. Jiní tvrdí, že „Lucas Cranach některé ze svých tisků antedatoval, aby dosáhl prvenství jako vynálezce nové techniky ve snaze stát se slavným“, a že tato technika byla vynalezena „s největší pravděpodobností“ malířem Burgkmairem, který byl pověřen císařem Maximilianem, aby našel levný a efektivní způsob rozšíření jeho portrétu, když potřeboval sehnat peníze na podporu křížové výpravy.“ Další grafici používající tuto techniku jsou Hans Wechtlin, Hans Baldung Grien a Parmigianino. V Německu dosáhla tato technika největší popularity kolem roku 1520, ale v Itálii byla používána po celé šestnácté století. Občas ji využili i jiní umělci, například Hendrik Goltzius. Ve většině německých dvoublokových tisků byl klíčový blok (nebo „řádkový blok“) vytištěn černě a tónový blok nebo bloky měly ploché barevné plochy. V Itálii byly dřevořezy chiaroscuro vyráběny bez klíčových bloků, aby se dosáhlo silného odlišení.

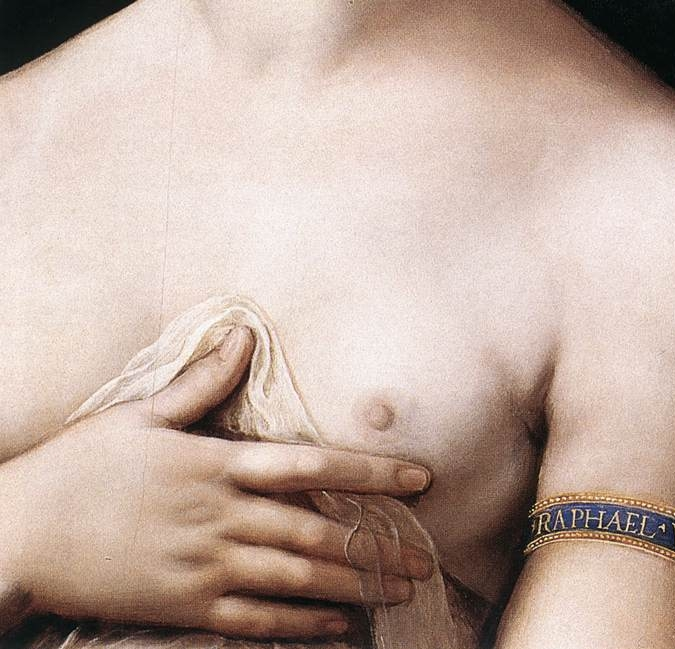
Detail obrazu La Fornarina, Raphael, zobrazuje jemnou modelaci chiaroscuro, například v rameni, prsou a paži vpravo

### Chiaroscuro a Caravaggio

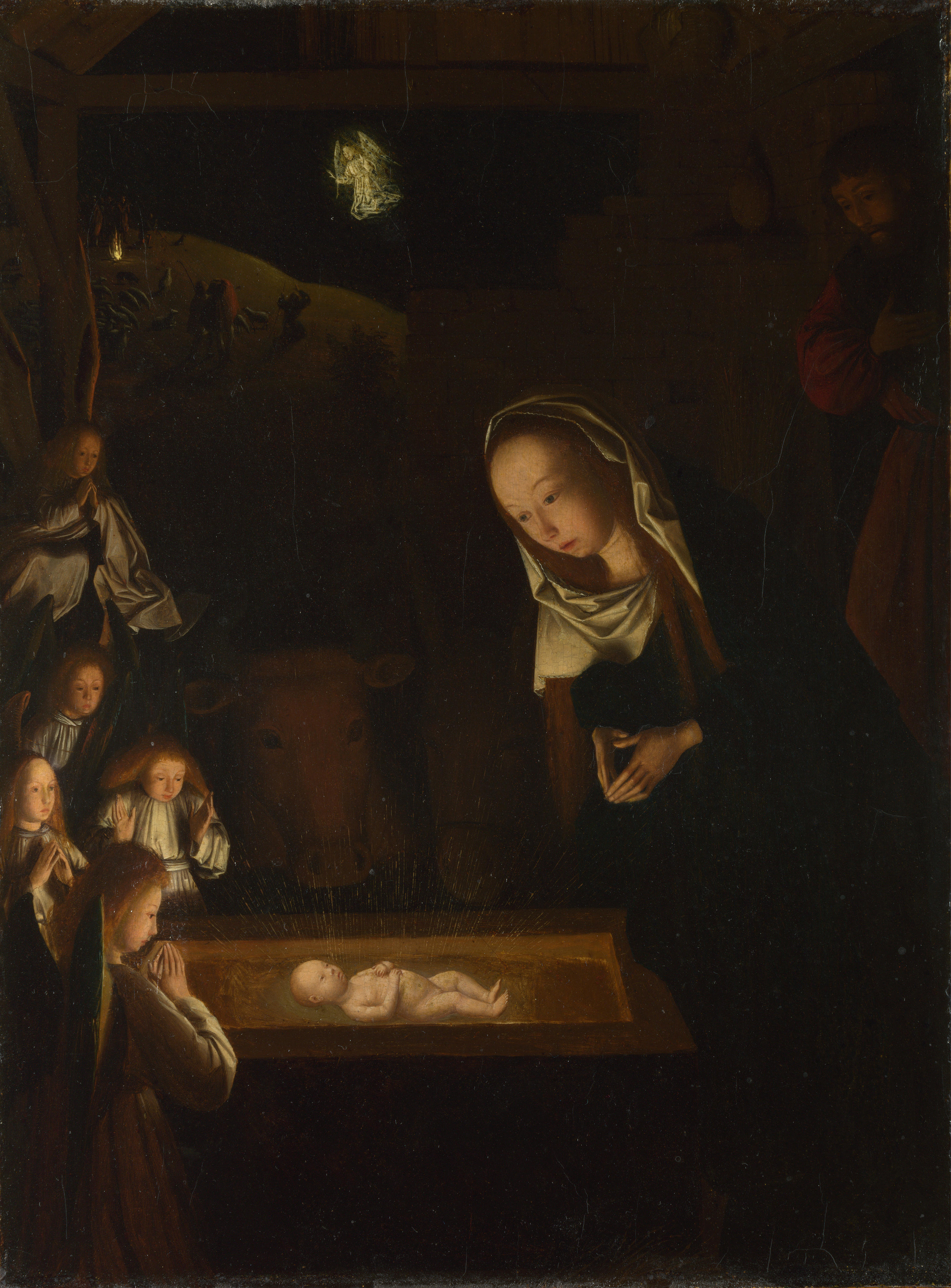
Geertgen tot Sint Jans, The Nativity at Night

Práce na iluminovaných rukopisech byla stejně jako v mnoha jiných oblastech, založena na experimentálních pokusech o ambiciózní světelné efekty. Vývoj kompozičního chiaroscura získal v severní Evropě značnou popularitu na základě vizí švédské mystičky Svaté Brigity Švédské (Bridget of Sweden), která popsala malého Ježíše Krista jako dítě vyzařující světlo; obrazy na téma Nativity of Jesus (Narození Ježíše) pak stále více redukovaly jiné světelné zdroje, aby zdůraznila tento efekt, a Betlém byl velmi často zobrazován chiaroscurem až po baroko. Hugo van der Goes a jeho následovníci namalovali mnoho scén osvětlených pouze svíčkou nebo božským světlem z Krista jako kojence. Stejně jako u některých pozdějších malířů, z jejich obrazů vyzařoval spíše klid a mír než drama. Změna nastala až s nástupem baroka.
Styl chiaroscuro se stal populárním během šestnáctého století v manýrismu a barokním umění. Božské světlo osvětlovalo scénu – často spíše nedostatečně – v kompozicích Tintoretta, Veronese a mnoha jejich následovníků. Temné objekty dramaticky osvětlené paprskem světla z jediného zúženého a často neviditelného zdroje byl kompoziční styl příznačný pro malíře jako byl Ugo da Carpi (c. 1455 – c. 1523), Giovanni Baglione (1566–1643) a Caravaggio (1571–1610). Caravaggio měl klíčovou úlohu pro vývoj stylu tenebrismus, kde se dramatický šerosvit stává dominantním prvkem.

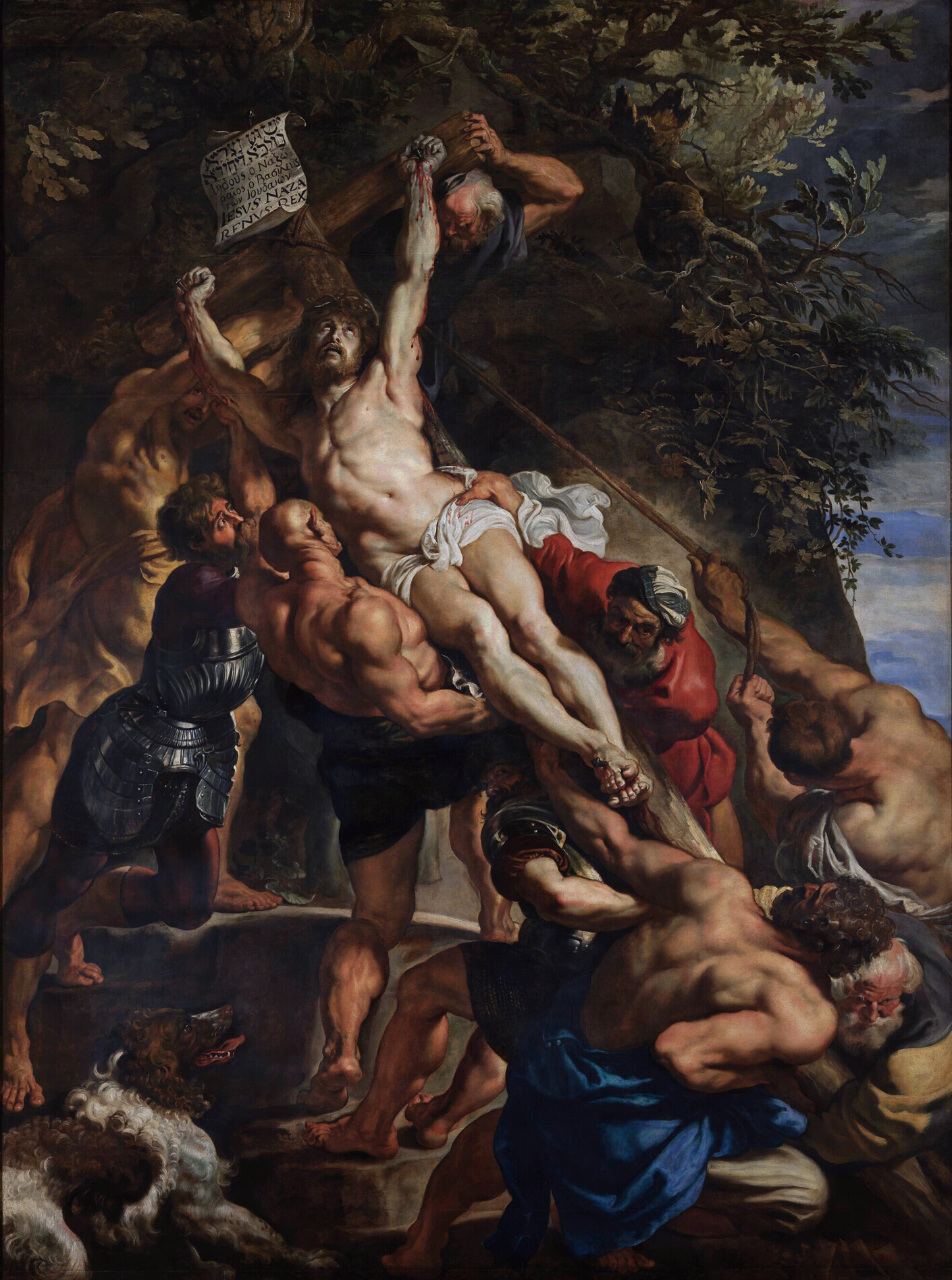
Peter Paul Rubens, Vztyčení kříže

### 17. a 18. století
Tenebrismus byl oblíbený zejména ve Španělsku a ve Španělsku ovládaném Neapolském království. Pracoval s ním Jusepe de Ribera a jeho následovníci. Adam Elsheimer (1578–1610), německý umělec žijící v Římě, jenž namaloval několik nočních scén osvětlených hlavně ohněm a někdy i měsíčním svitem. Na rozdíl od Caravaggia jeho temné prvky obsahují velmi jemné detaily. Vliv Caravaggia a Elsheimera silně zapůsobil na Petera Paula Rubense, který využil jejich přístupů k tenebrismu pro dramatický efekt v obrazech jako je The Raising of the Cross (Vztyčení kříže (1610–1611). Artemisia Gentileschi (1593–1656), barokní umělkyně, následovnice Caravaggia, uměla také skvěle využít tenebrismus i chiaroscuru.
Zvláštním žánrem, který se rozvinul v 17. století byly noční scény osvětlené pouze svíčkami. Inspiroval se předchozími severskými umělci, jako byl Geertgen tot Sint Jans a inovoval styl Caravaggia a Elsheimera. Tento styl se stal oblíbeným u mnoha umělců z Nizozemí v prvních několika desetiletích sedmnáctého století a je spojován s utrechtskými Caravaggisti, jako byl Gerrit van Honthorst a Dirck van Baburen, a s vlámskými barokními malíři, jako byl Jacob Jordaens. I Rembrandt van Rijn (1606–1669) ve svých raných obrazech z dvacátých let 16. století pracoval se zdrojem světla s jednou svíčkou. Noční scéna osvětlená svíčkami se v Nizozemsku znovu objevila v polovině sedmnáctého století v menším měřítku v dílech malířů Gerrita Dou a Gottfrieda Schalkena.
Rembrandtovo používání temné kompozice se v jeho zralých dílech změnilo. Méně se spoléhal na ostré kontrasty světla a tmy. Je to znát na jeho leptech z poloviny 17. století. V tomto ohledu sdílel styl svého italského současníka Giovanni Benedetto Castiglione, jehož práce v grafice ho přivedla až k vynálezu monotypu.

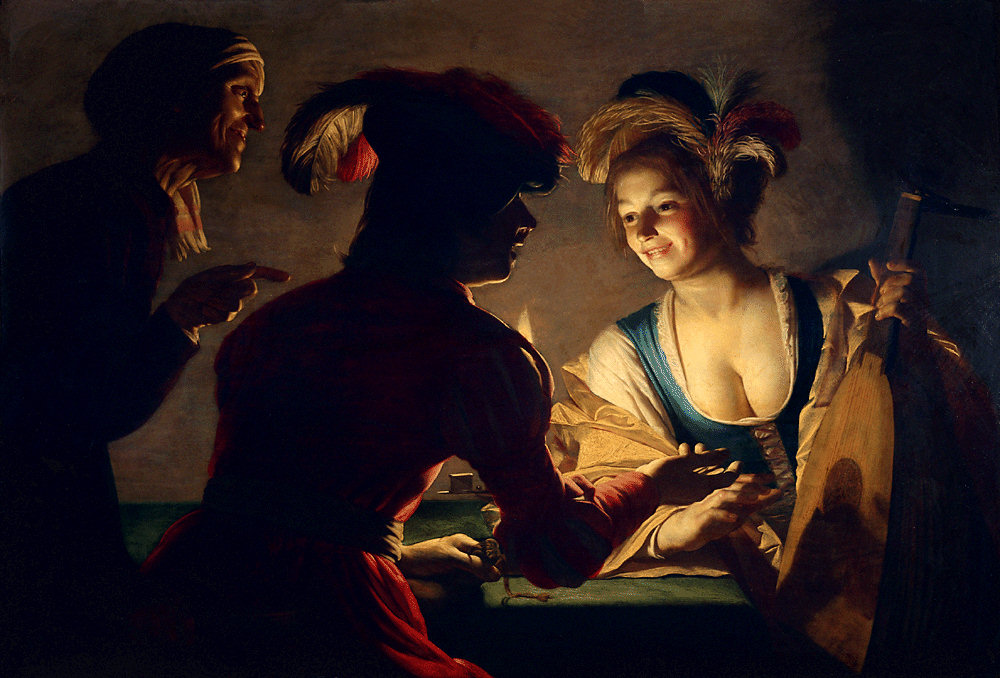
Gerrit van Honthorst, De koppelaarster (Kuplířka)

Mimo nizozemských umělců jako byl Georges de La Tour, i jiní umělci používali v kompozici osvětlení objektu svíčkou. Například Trophime Bigot ve Francii a Joseph Wright of Derby v Anglii pracovali se silným, ale promyšleným chiaroscurem. Watteau používal jemného chiaroscura ve svých obrazech fête galante (galantní slavnost); novým invenčním pojetím tak vytvořil zvláštní malířský žánr. Mnoho francouzských malířů v tomto stylu pokračovalo, zejména Fragonard a koncem století pak Henri Fuseli, stejně jako Eugène Delacroix a další umělci 19. století.

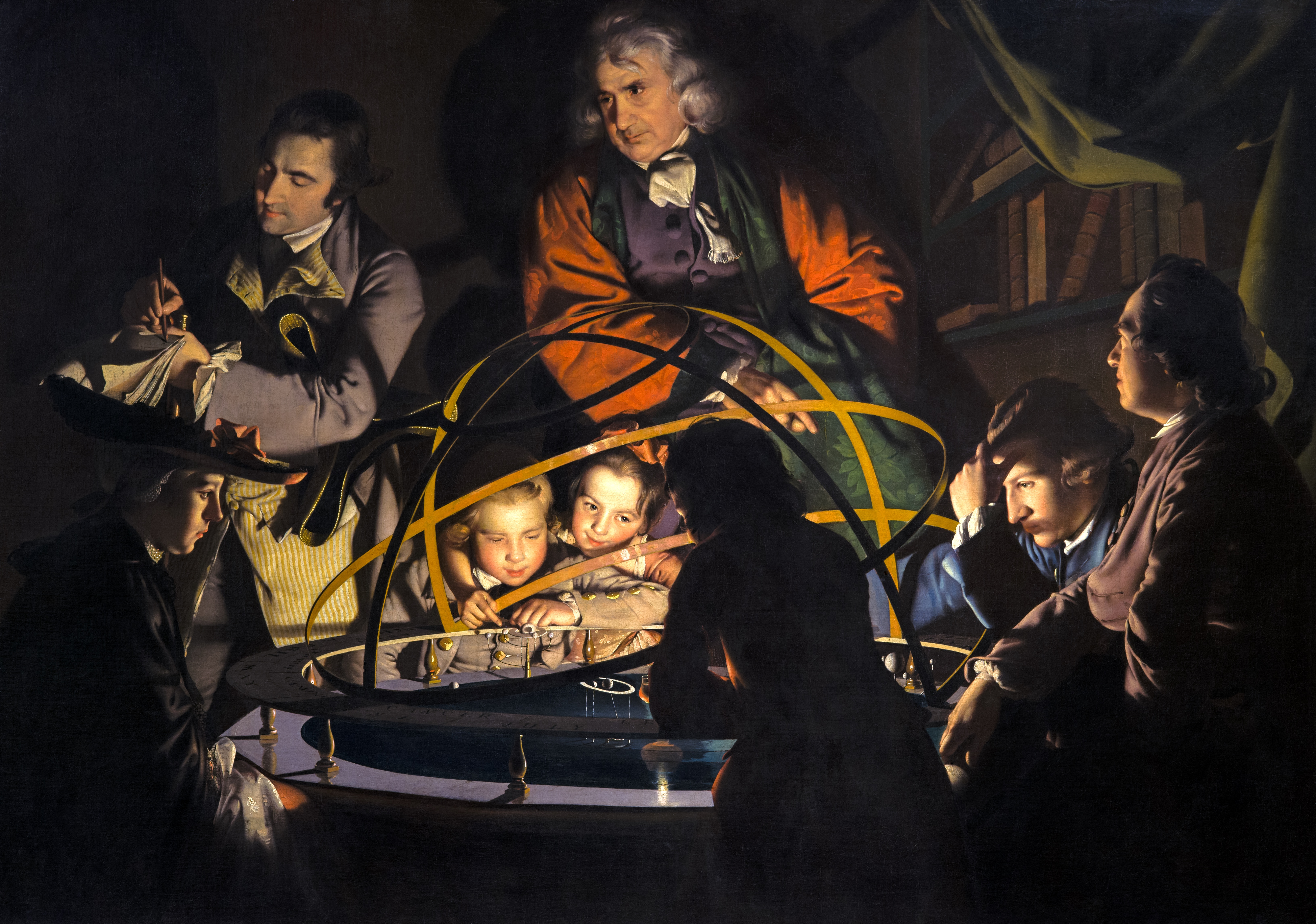
Joseph Wright of Derby, The Orrery (Obdiv modelu sluneční soustavy)

### Kinematografie a fotografie
Chiaroscuro se také používá v kinematografii k dosažení silného kontrastu mezi světlem a tmou ve filmech, a to zejména ve filmech černobílých. Klasickými příklady jsou Kabinet Dr. Caligariho (1920), Nosferatu (1922), Metropolis (1927), Hunchback Notre Dame (1939), Ďábel a Daniel Webster (1941) a černobílé scény ve filmu Stalker režiséra Andreje Tarkovského (1979). Například ve filmu Metropolis se osvětlení chiaroscuro používá k vytvoření kontrastu mezi světlou a tmavou scenérií a postavami. Snaha je především zdůraznit rozdíly mezi kapitalistickou elitou a dělníky.
Ve fotografii lze chiaroscura dosáhnout pomocí techniky Rembrandtovo svícení. Tato technika může být také nazvána jako „ambientní/přirozené osvětlení”. Výsledkem je snaha o dosažení výrazu, ačkoli vzhled je mnohdy umělý a nemá obecně dokumentární charakter. Za některé z moderních mistrů chiaroscura v dokumentární fotografii lze považovat zejména Billa Hensona a další, jako jsou W. Eugene Smith, Josef Koudelka, Garry Winogrand, Lothar Wolleh, Annie Leibovitz, Floria Sigismondi nebo Ralph Gibson. Snad nejpřímějším zamýšleným použitím chiaroscura ve filmu byl film Barry Lyndon Stanleyho Kubricka. Když byl Kubrick informován, že žádný objektiv v současné době nemá dostatečnou světelnou kapacitu pro natáčení kostýmního dramatu ve velkých palácích pouze za použití svíček, Kubrick koupil a vybavil speciální objektiv pro tyto účely: upravenou Mitchell BNC kameru a objektiv Zeiss vyrobený pro fotografování vesmíru, s maximální clonou f/0.7. Tento efekt používal také sovětský filmař Sergej Michajlovič Ejzenštejn.
Sven Nykvist, dlouholetý spolupracovník Ingmara Bergmana, také hodně pracoval ve svých fotografiích s chiaroscuro realismem, stejně jako Gregg Toland, který ovlivnil takové kameramany jako László Kovács, Vilmos Zsigmond nebo Vittorio Storaro.

## Galerie

Chiaroscuro v malbě
Fra Angelico Útěk do Egypta, c. 1450, používá chiaroscuro ve všech prvcích obrazu
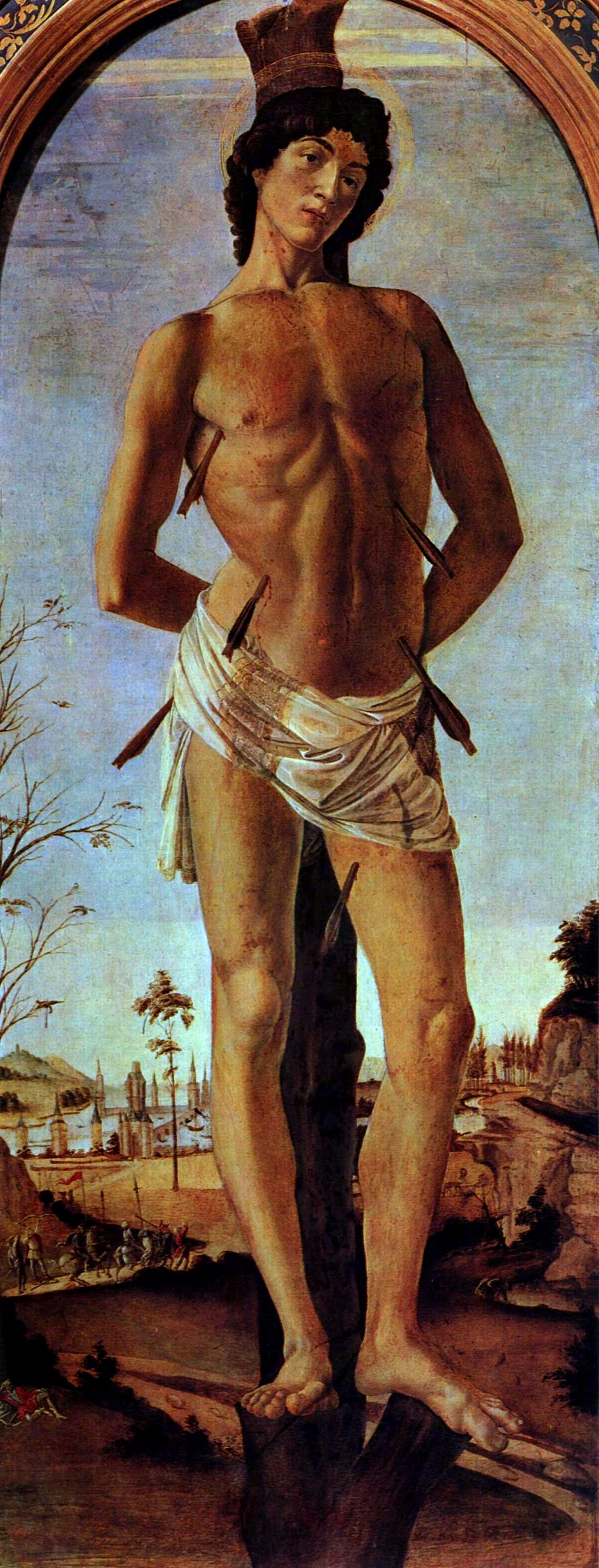
Sandro Botticelli Svatý Šebestián, 1474
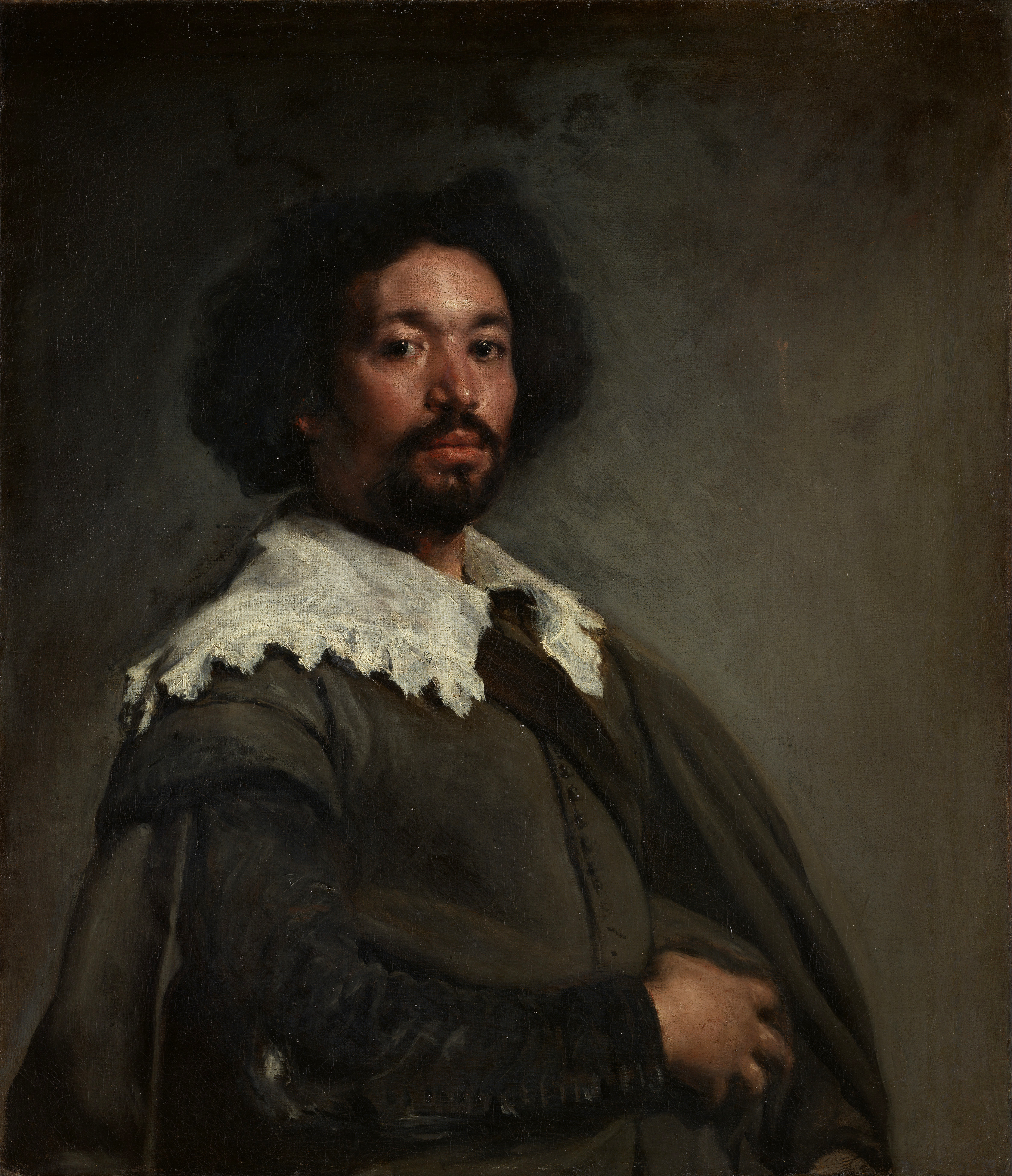
Velázquez Portrét Juana Pareja, jemné zvýraznění a stínování na tváří i oděvu
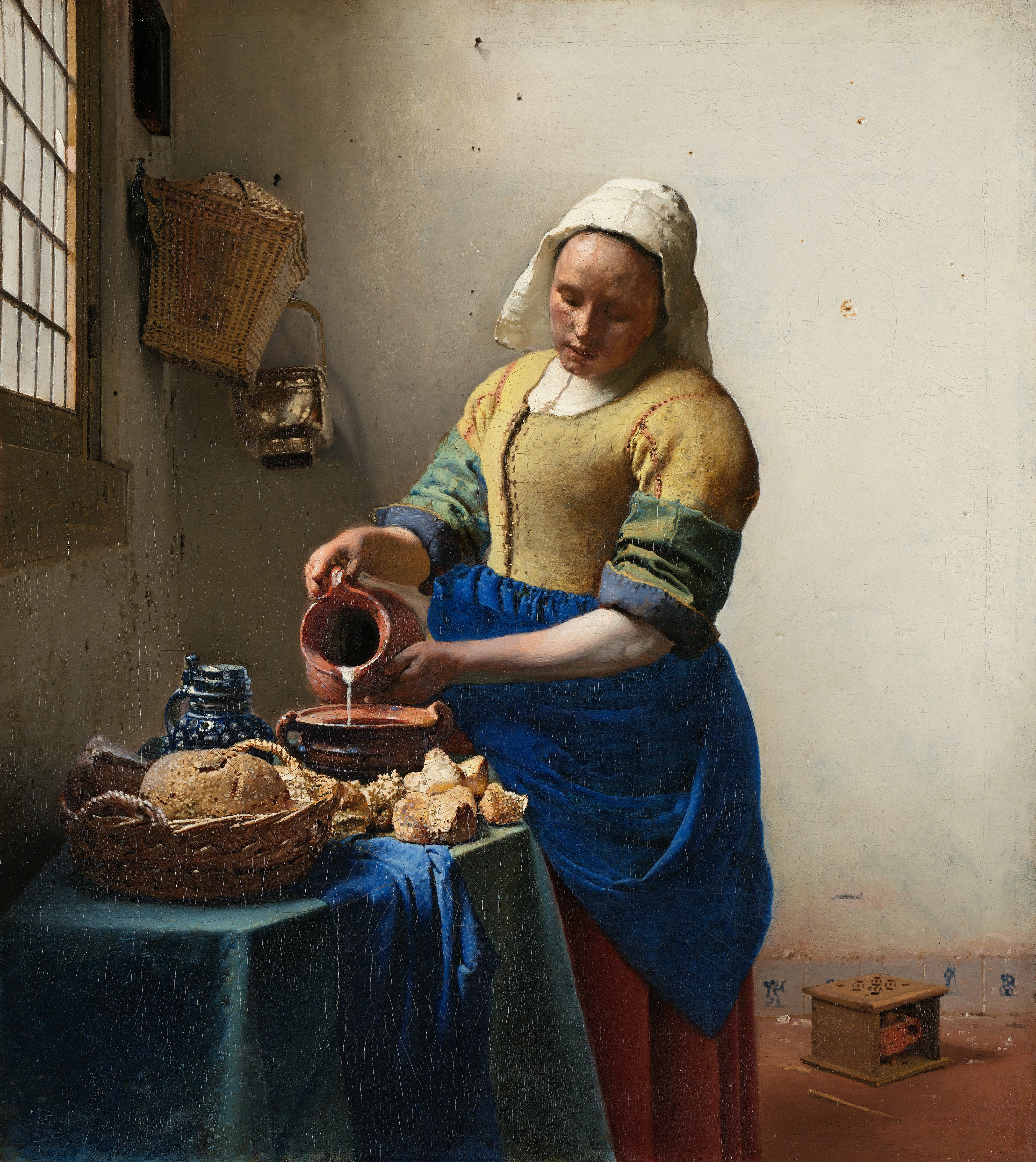
Vermeer Mlékařka, chiaroscuro v jeho kompozicích je mimořádně složité a jemné

Chiaroscuro v tisku a kresbě
Israhel van Meckenem: Autoportrét s manželkou, jemné ryté linie a šrafování, pozdní 15. stol.
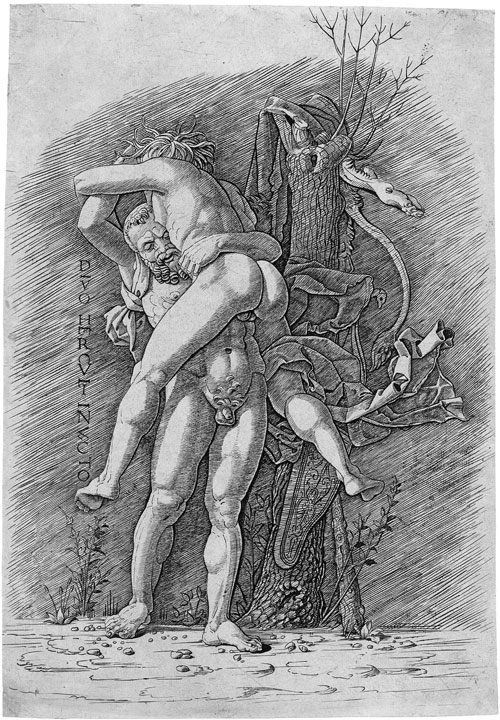
Andrea Mantegna: Herkules a Antaios, rytina, 15. století
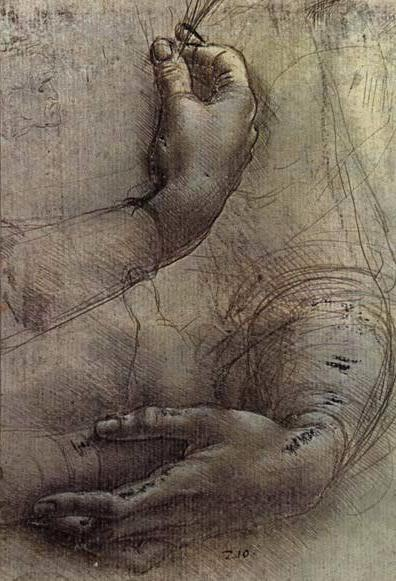
Leonardo da Vinci: Studie, i na reprodukci je vidět užití lineárního stínování
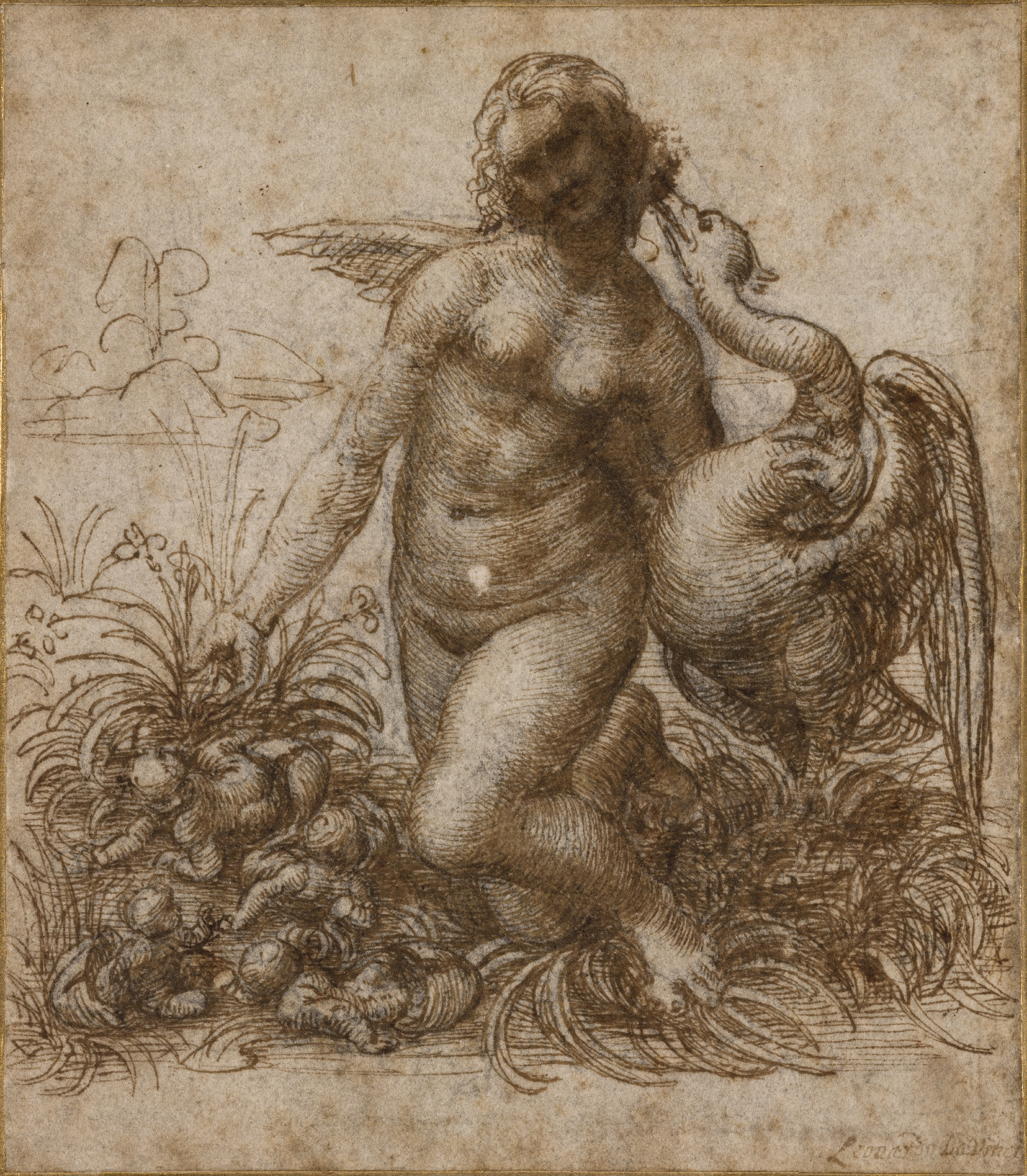
Leonardo da Vinci: Studie

Chiaroscuro v kompozici
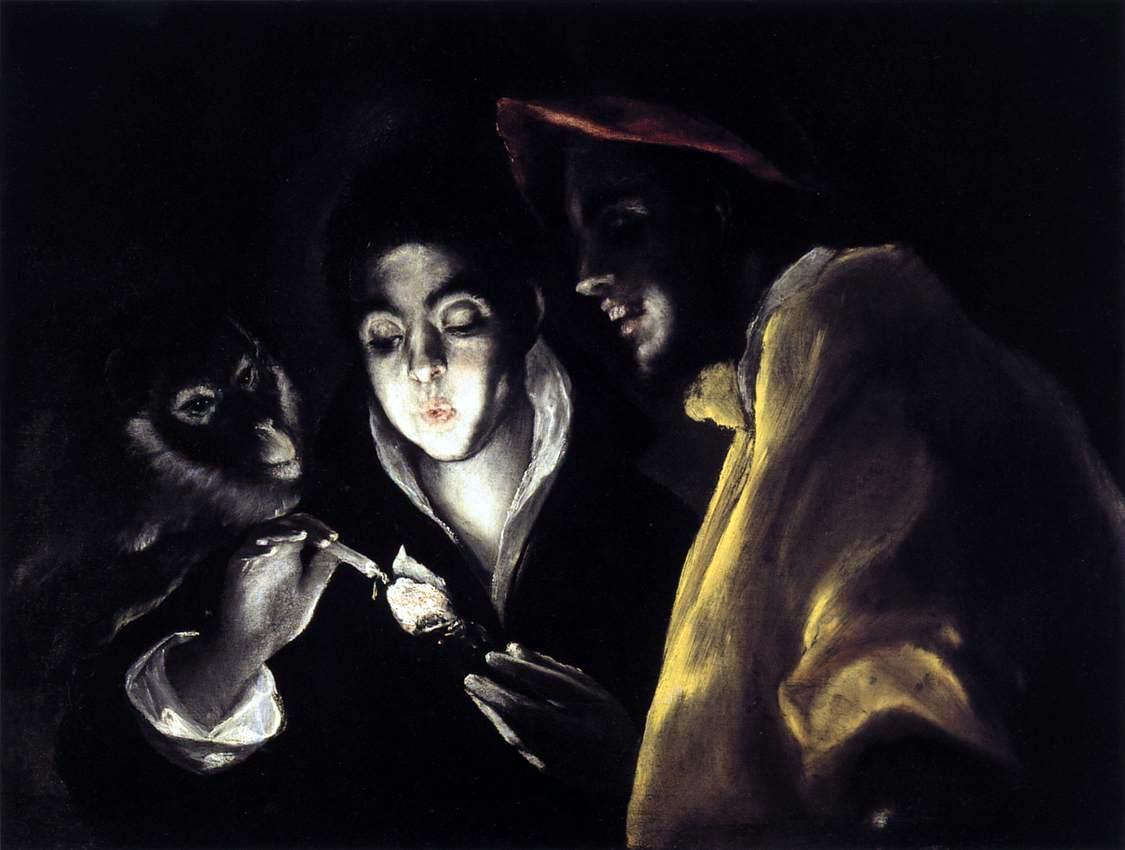
El Greco: Allegorie se svíčkou, opicí a bláznem
Domenico Beccafumi: Zvěstování
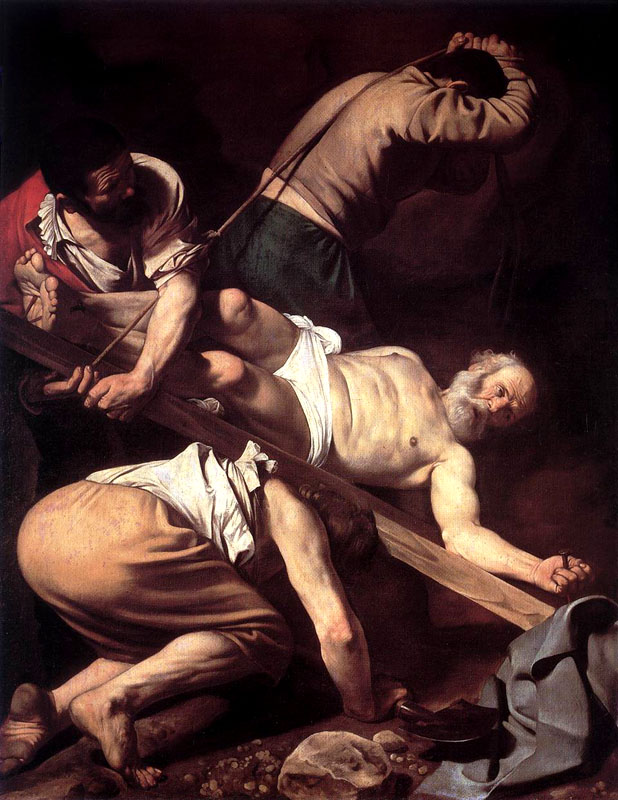
Caravaggio: Ukřižování sv. Petra
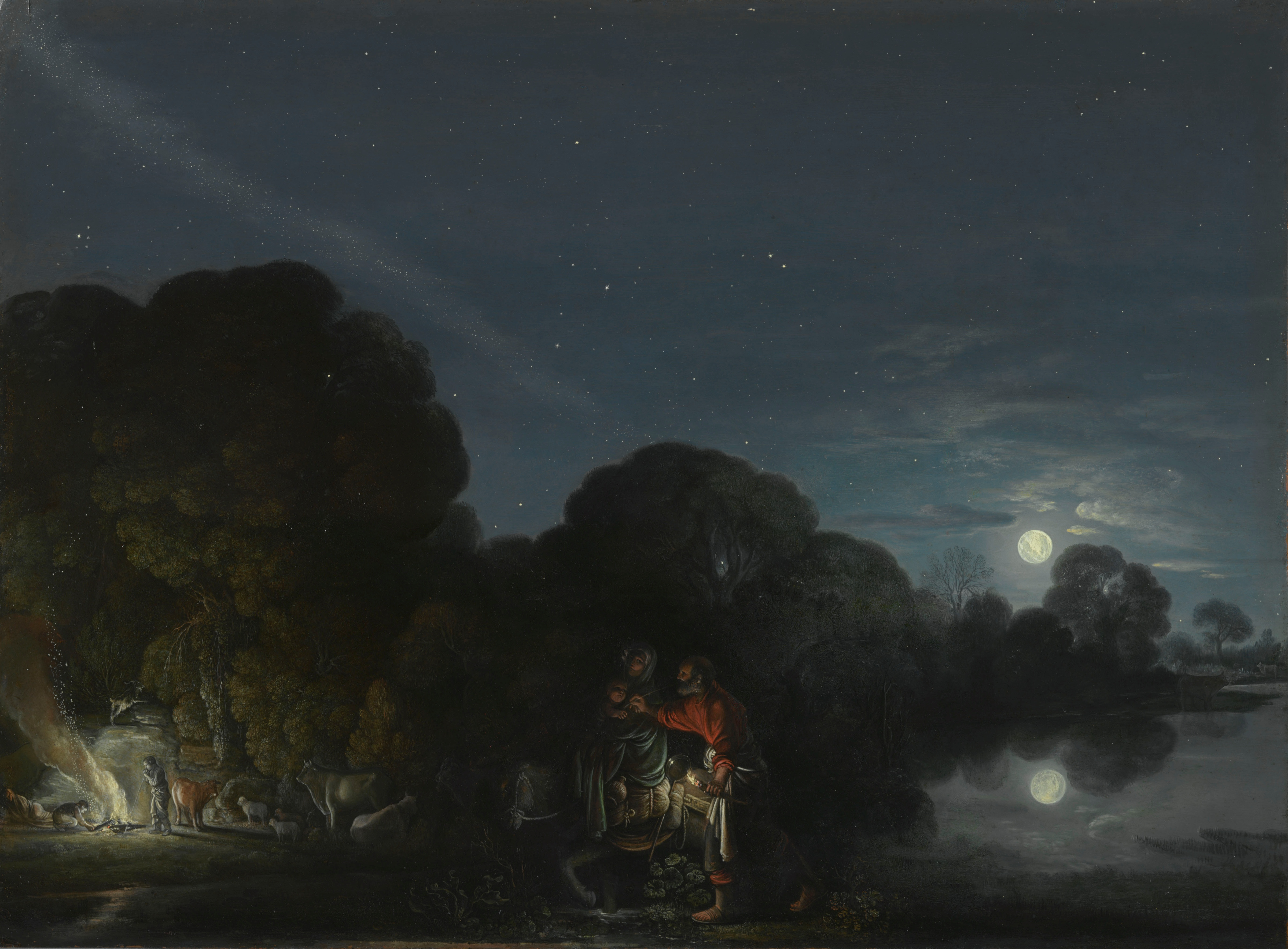
Adam Elsheimer: Útěk do Egypta
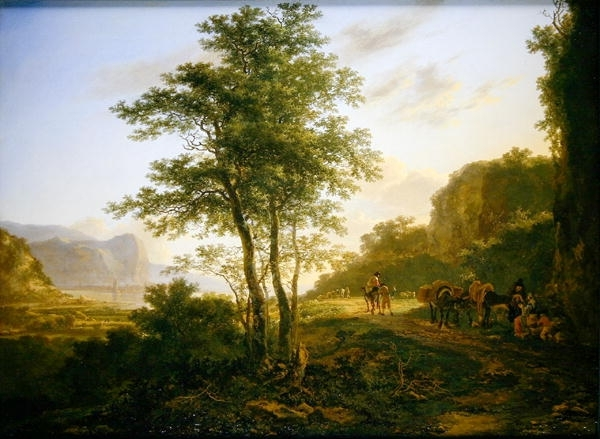
Jan Both: Krajina
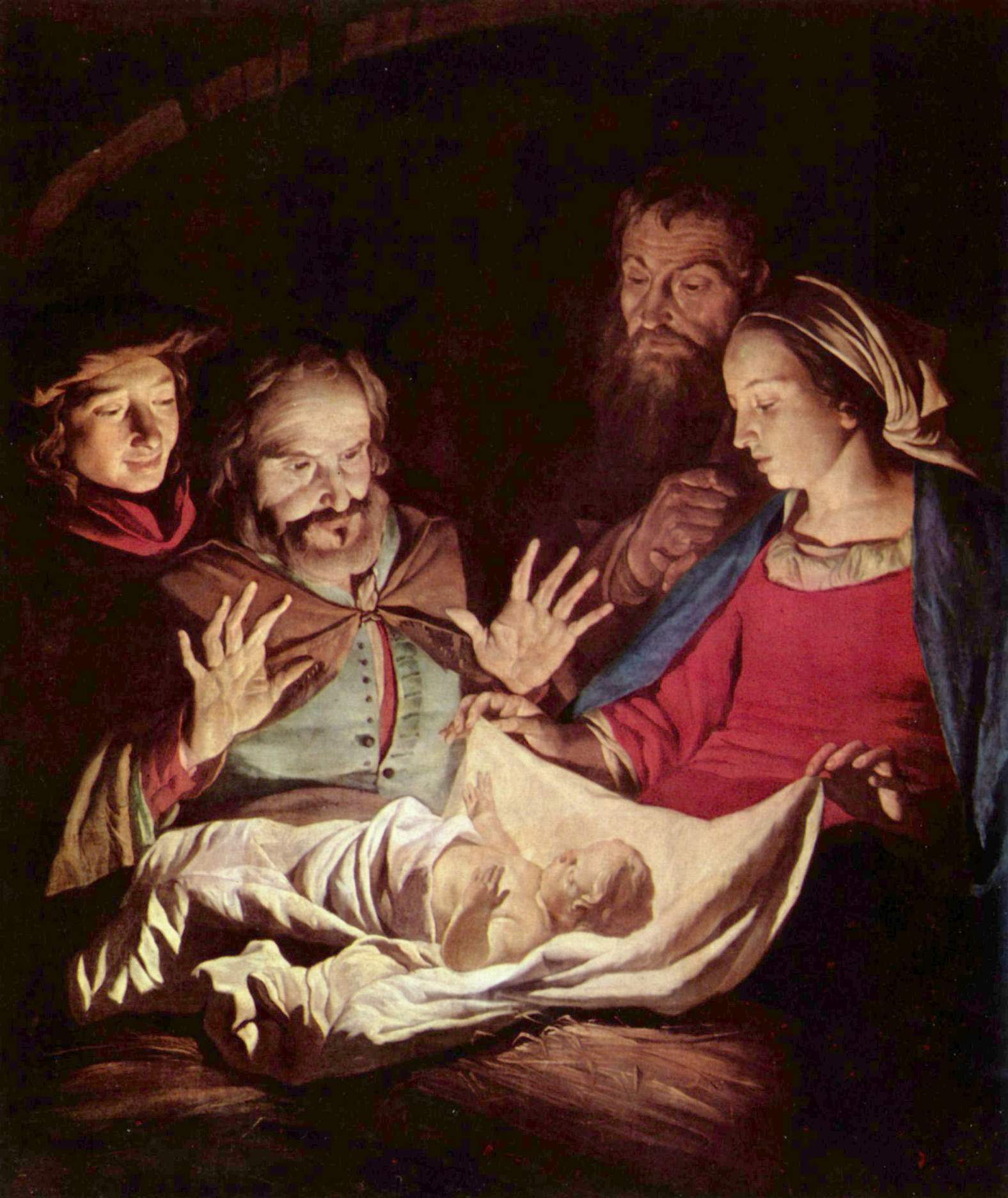
Matthias Stom: Klanění pastýřů
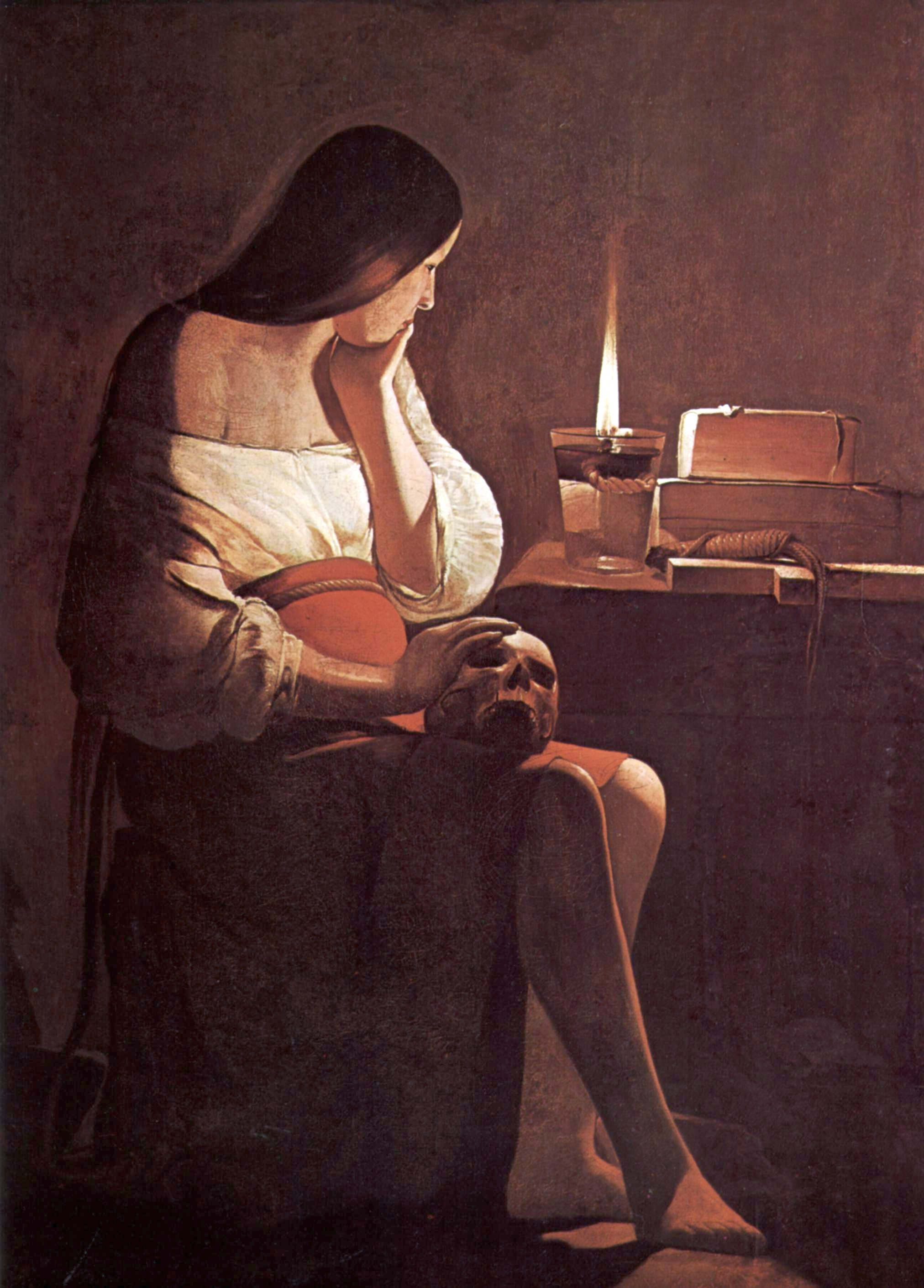
Georges de La Tour: Máří Magdaléna
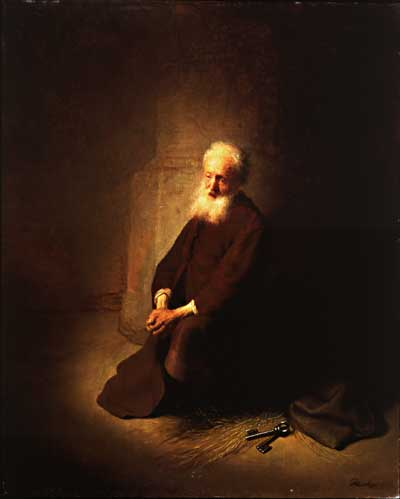
Rembrandt van Rijn: Svatý Petr ve vězení
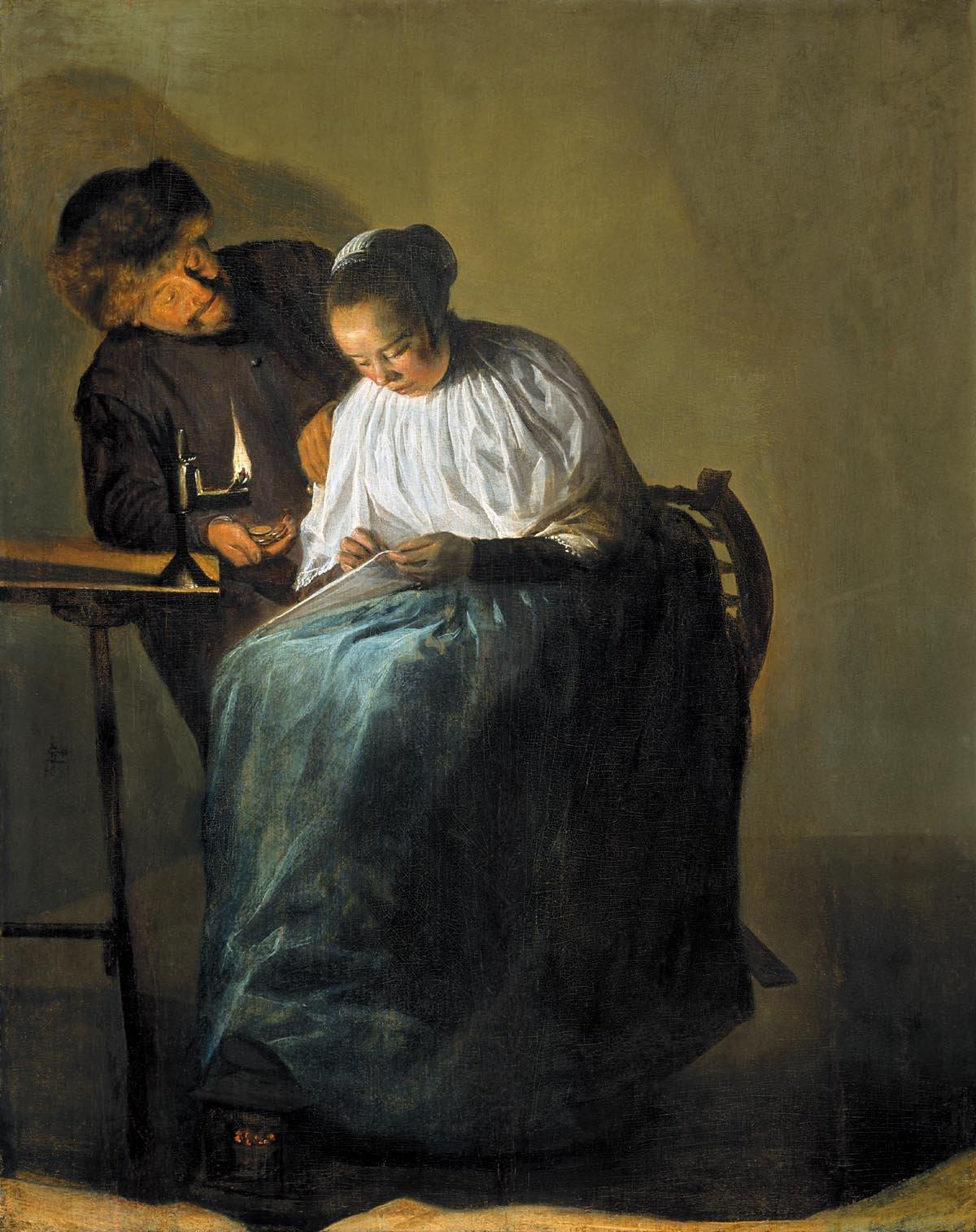
Judith Leyster: Návrhářka
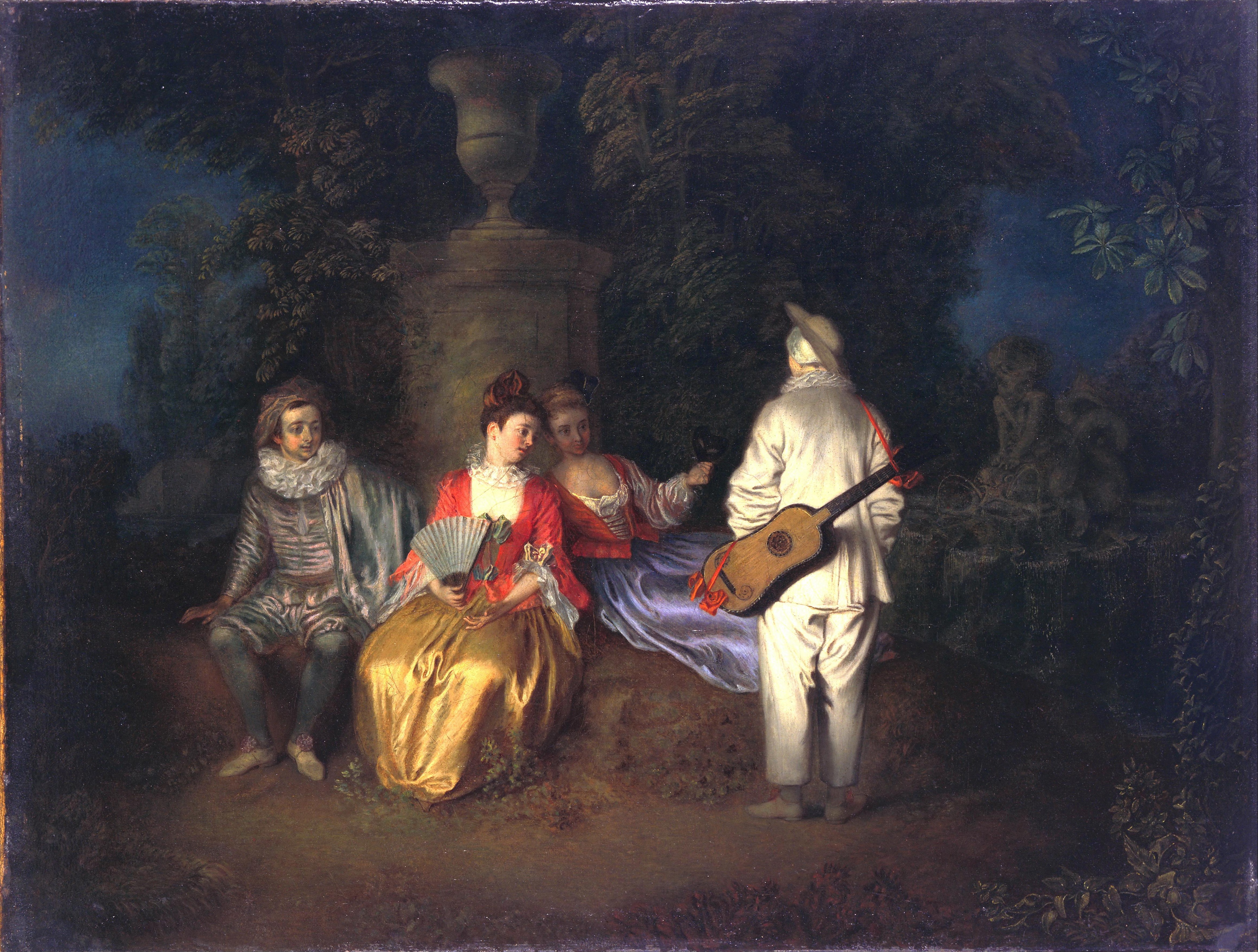
Antoine Watteau: Čtveřice
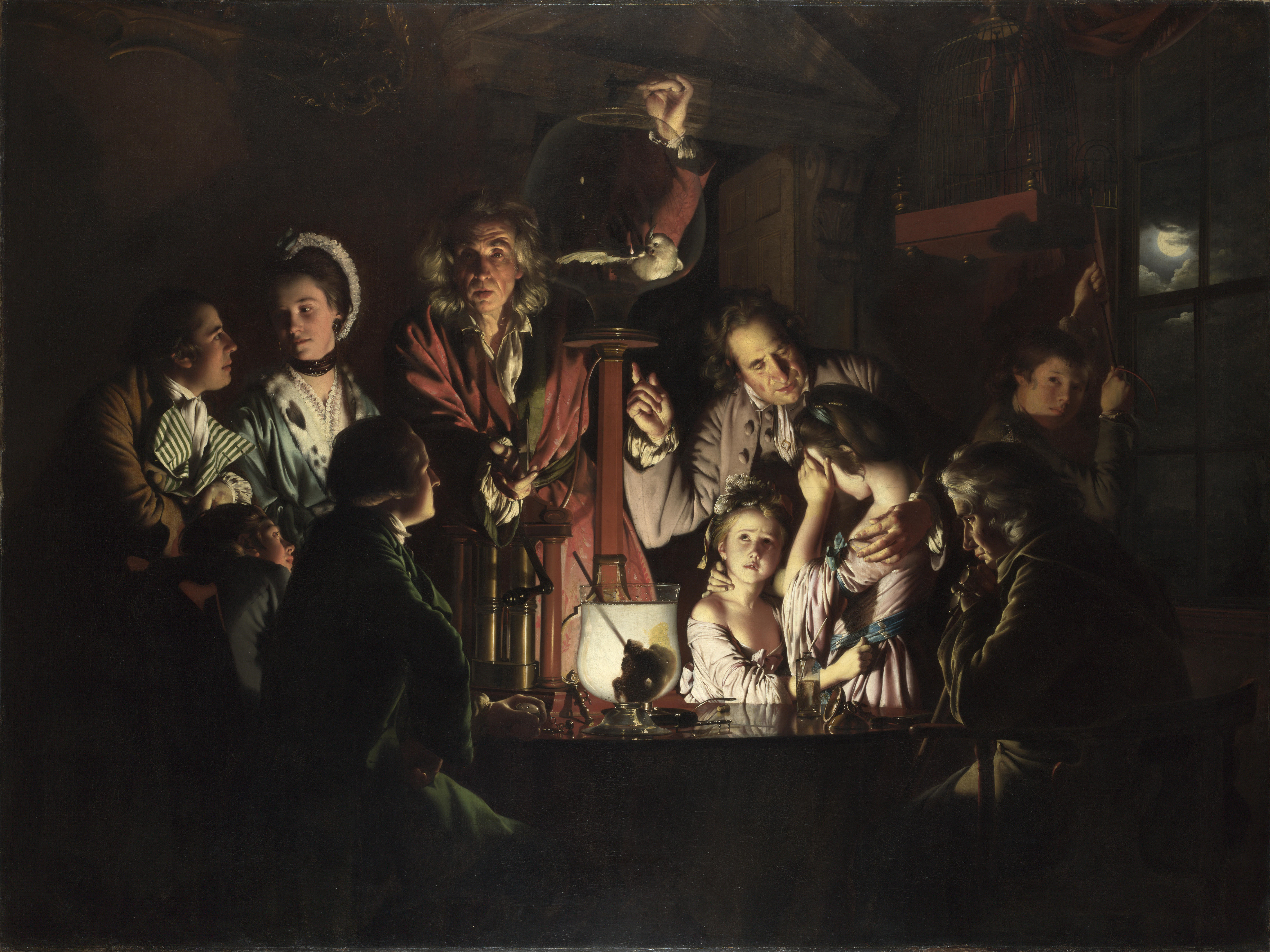
Joseph Wright of Derby: Experiment, 1768
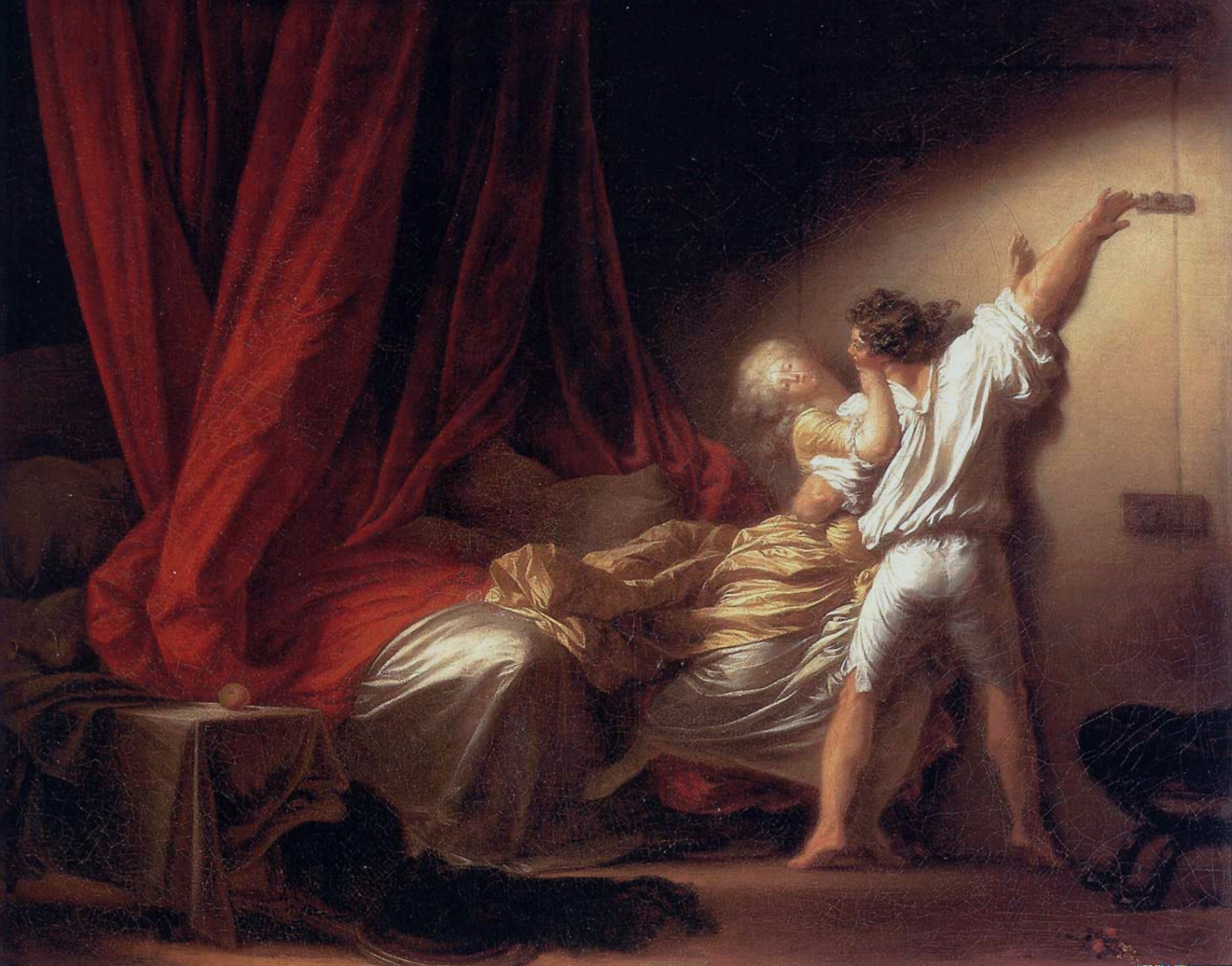
Fragonard: The Lock, 1780

Chiaroscuro ve fotografii
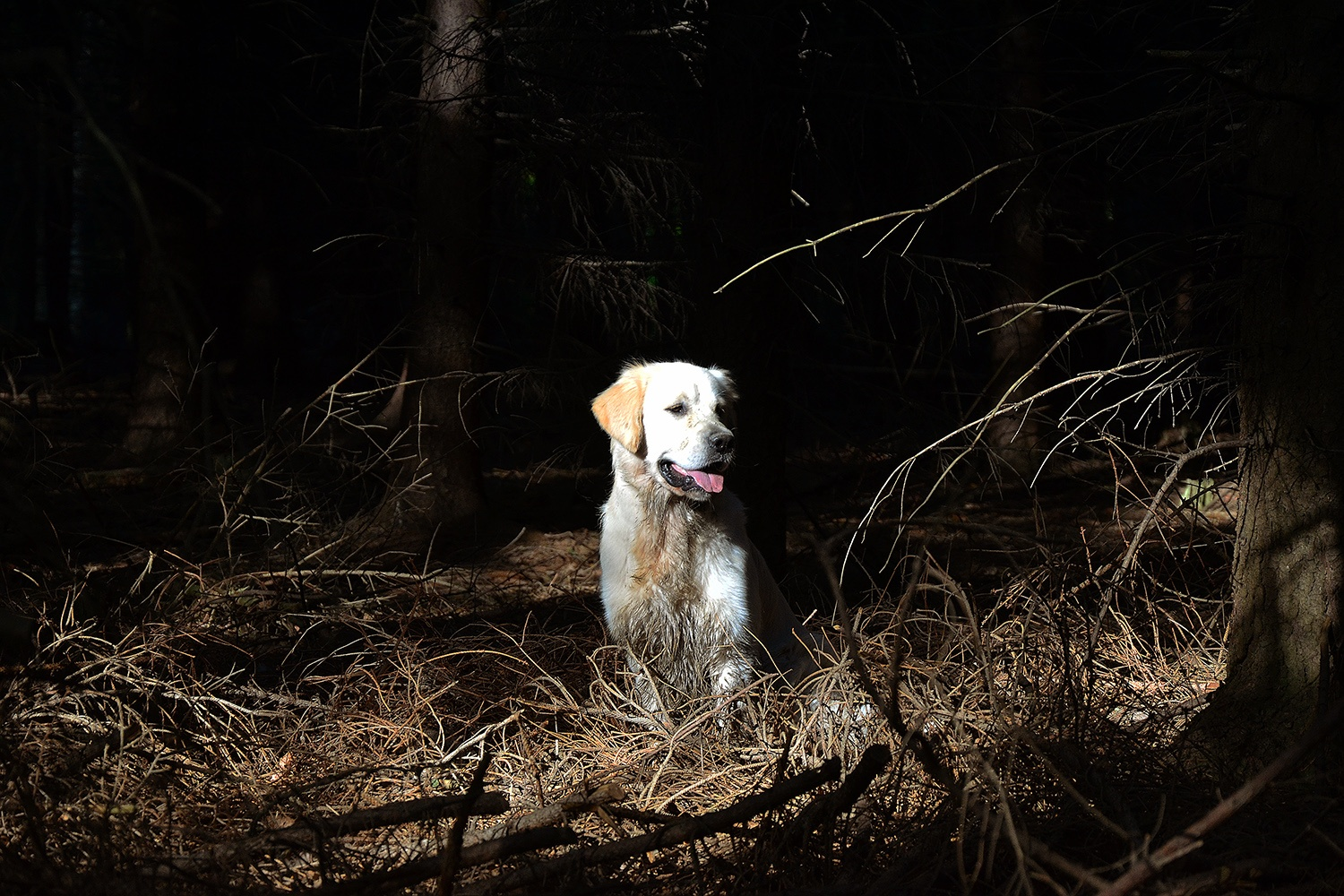
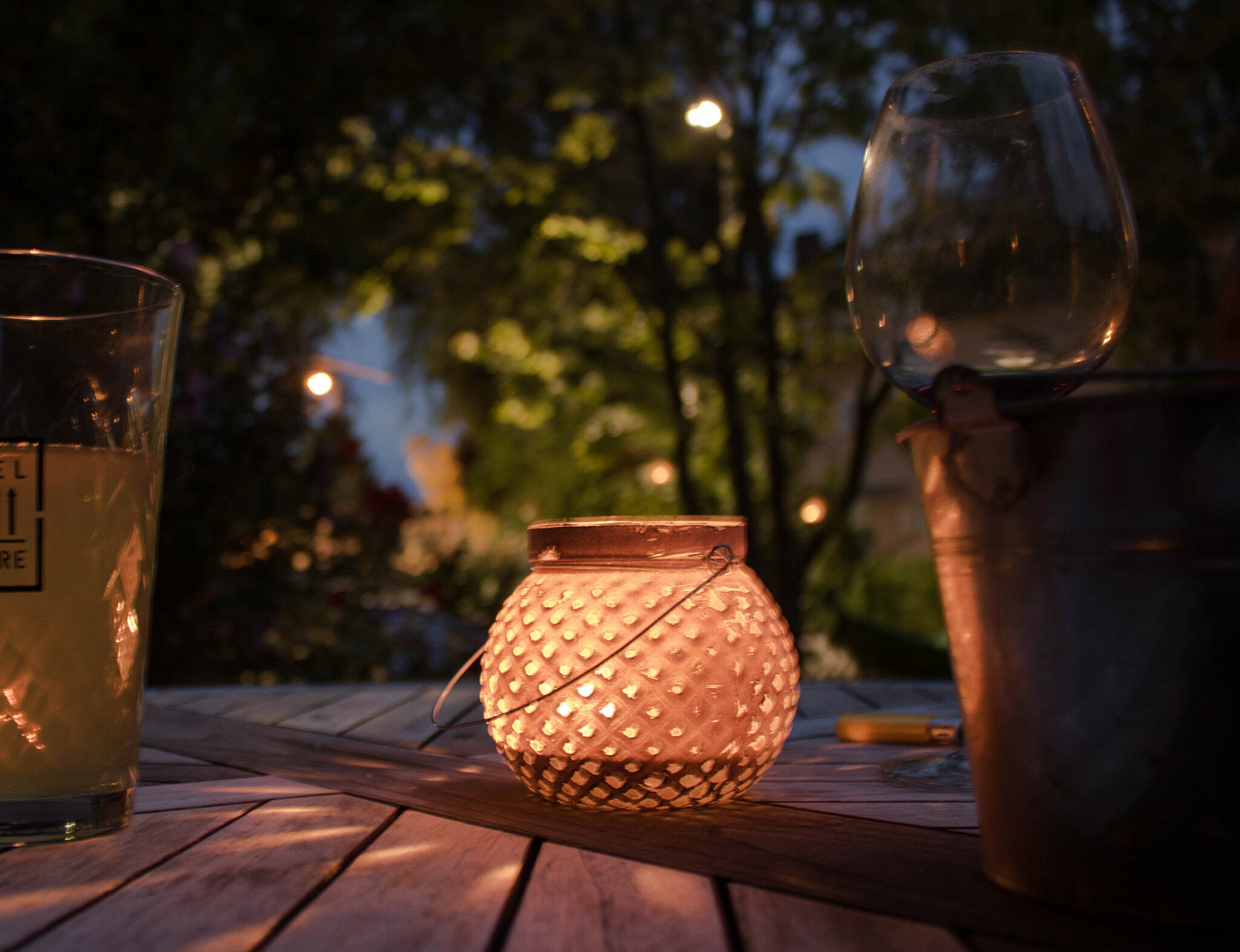
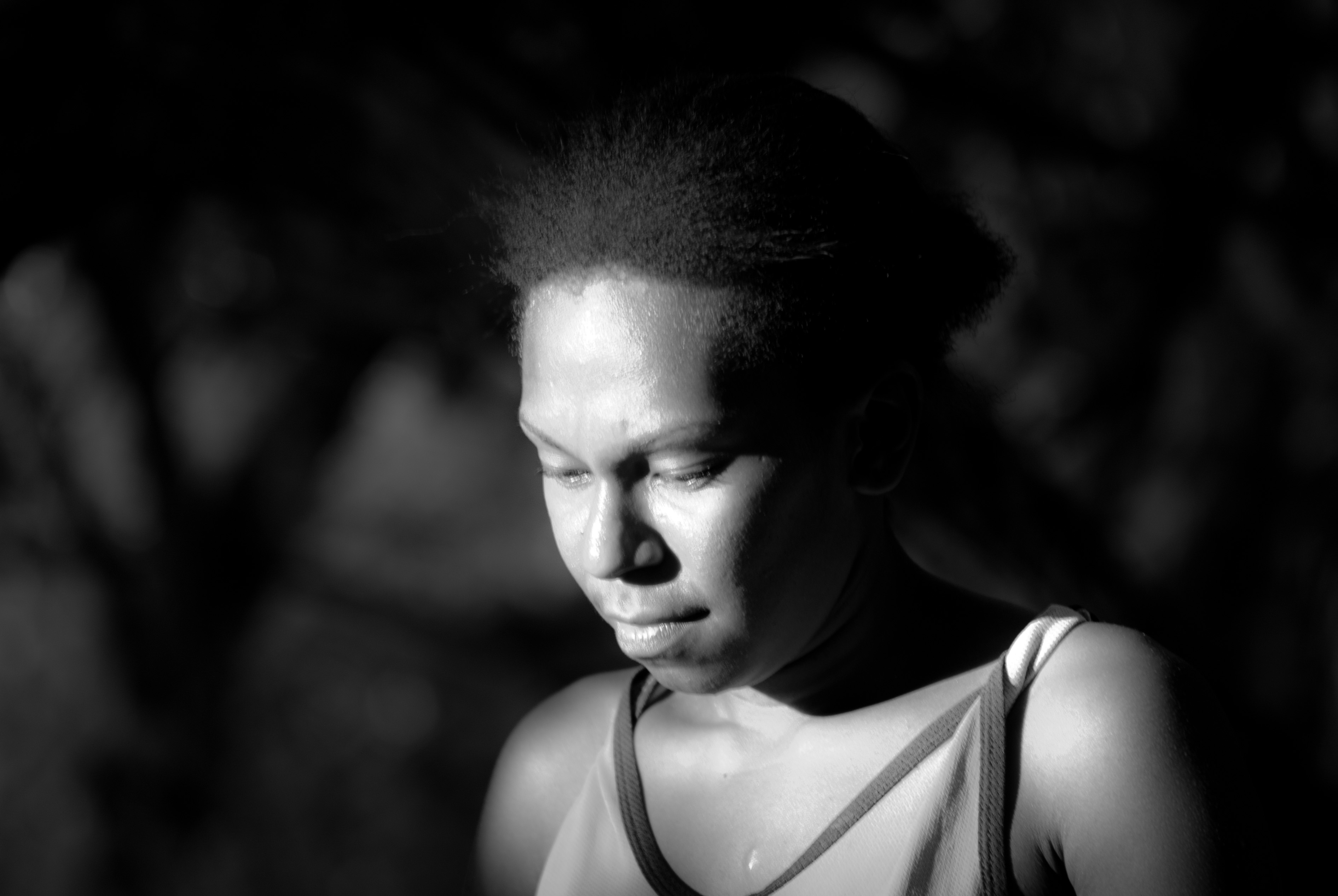

Chiaroscuro v portrétech
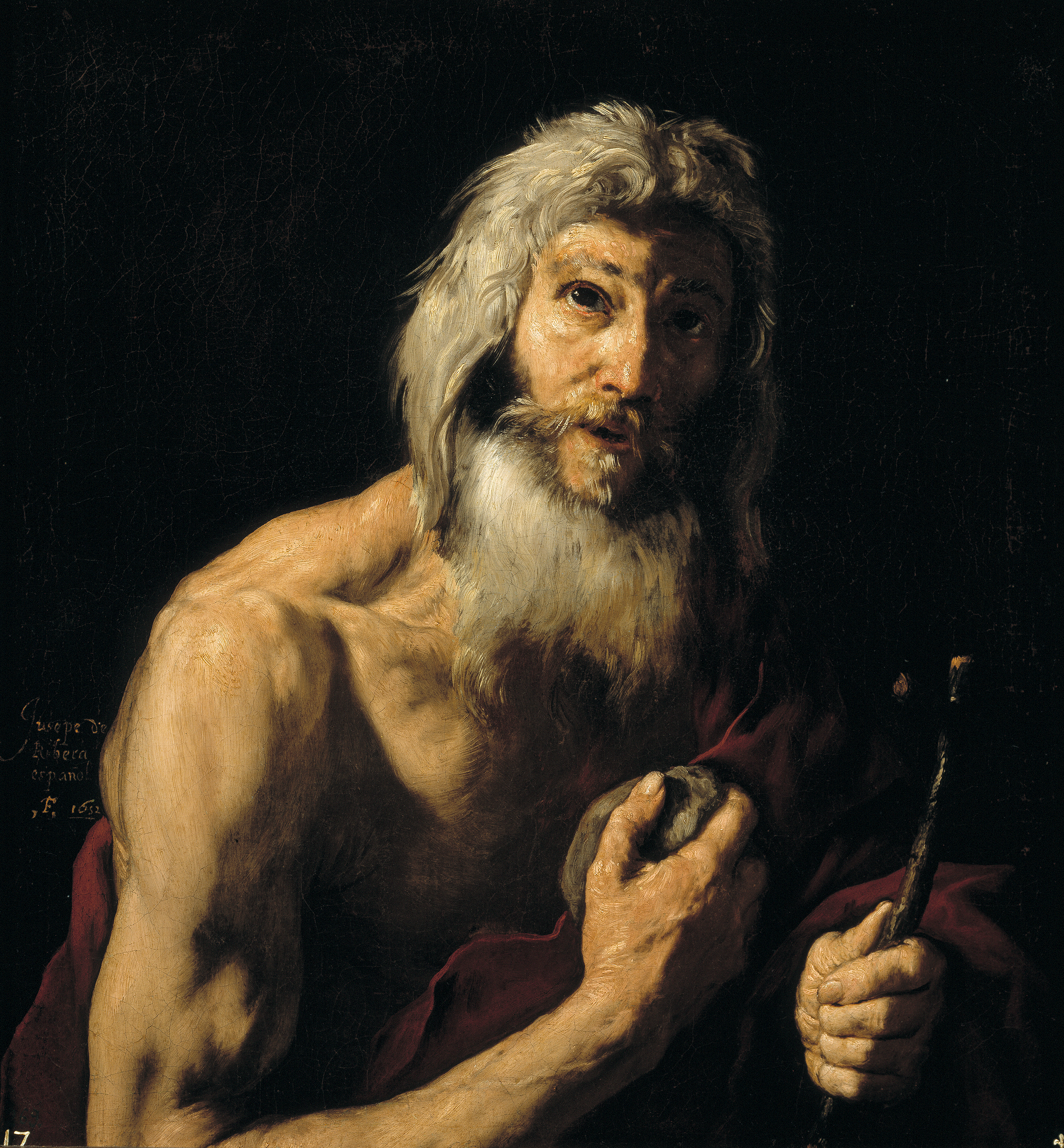
José de Ribera: Svatý Jeroným
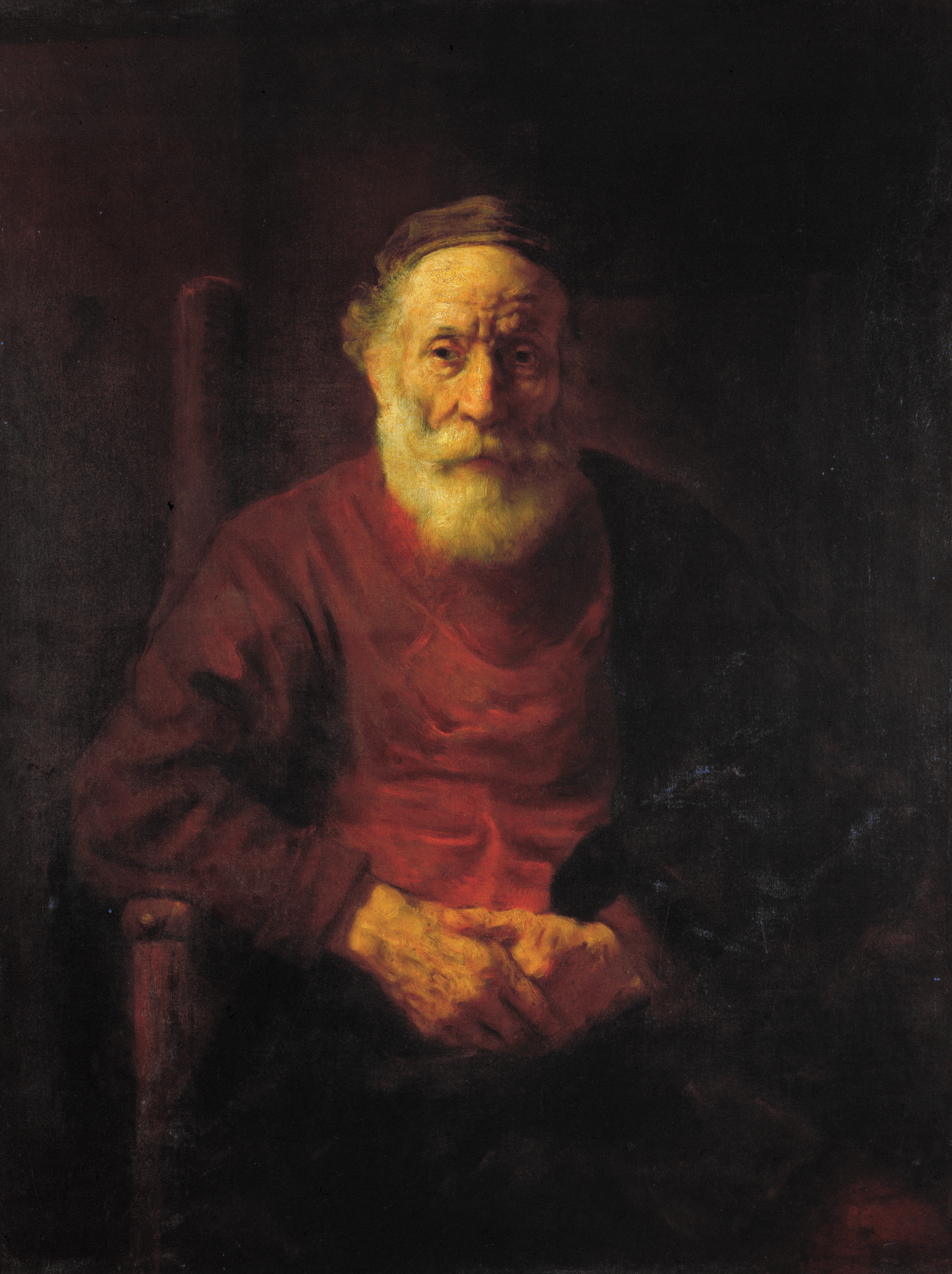
Rembrandt: Stařec v červeném
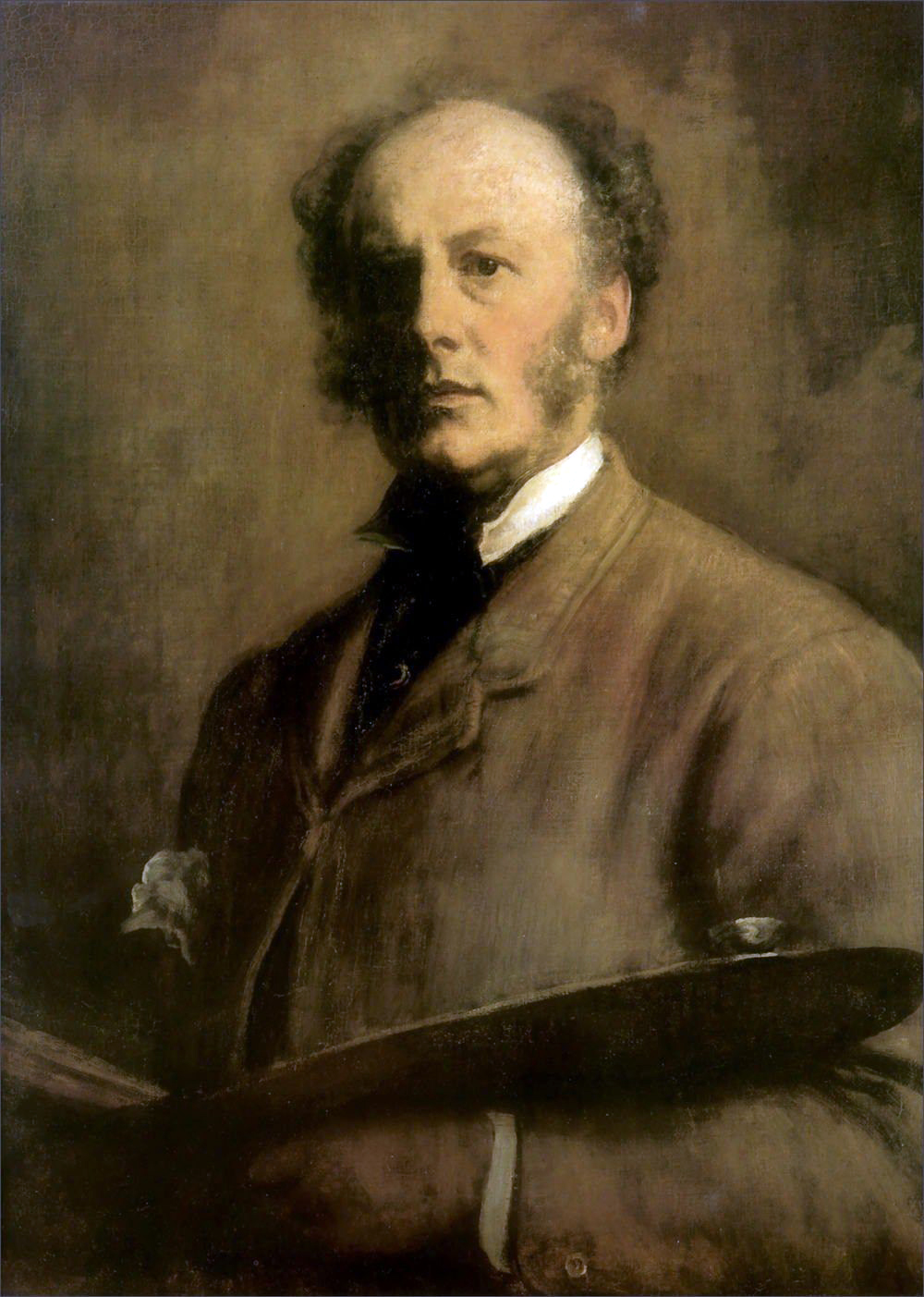
John Everett Millais: Autoportrét
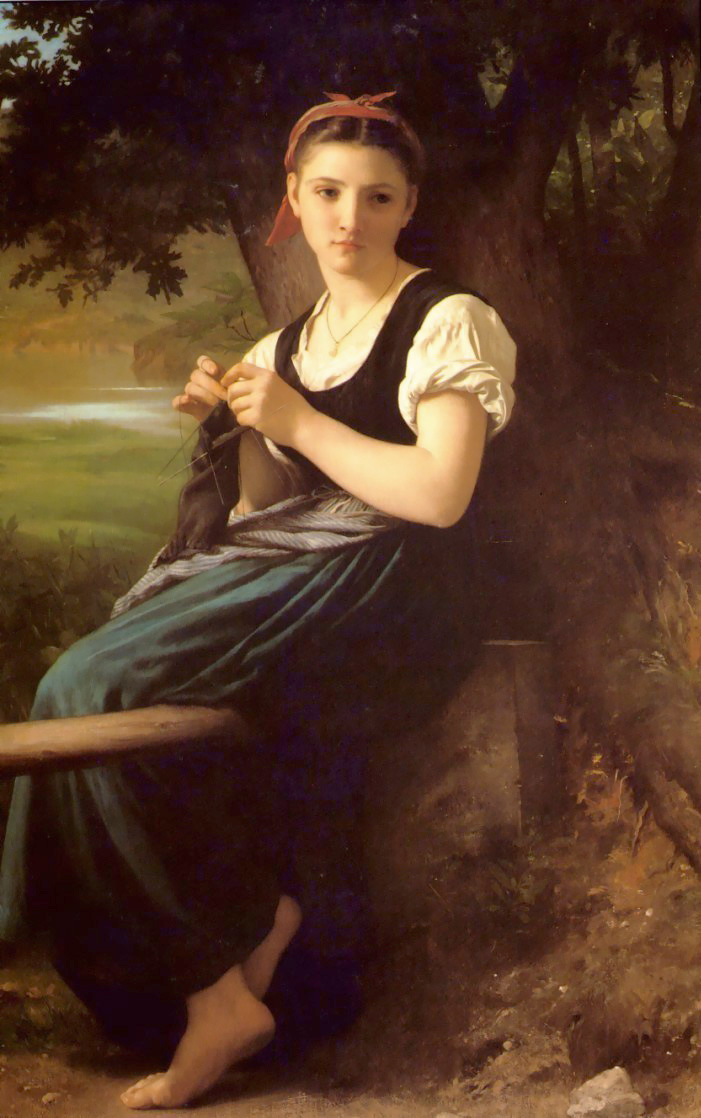
William-Adolphe Bouguereau: Pletařka

Chiaroscuro kresby a dřevoryty
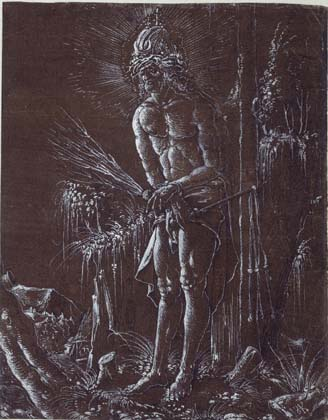
Hans Springinklee: Zarmoucený muž, 1516, kesba na papíře
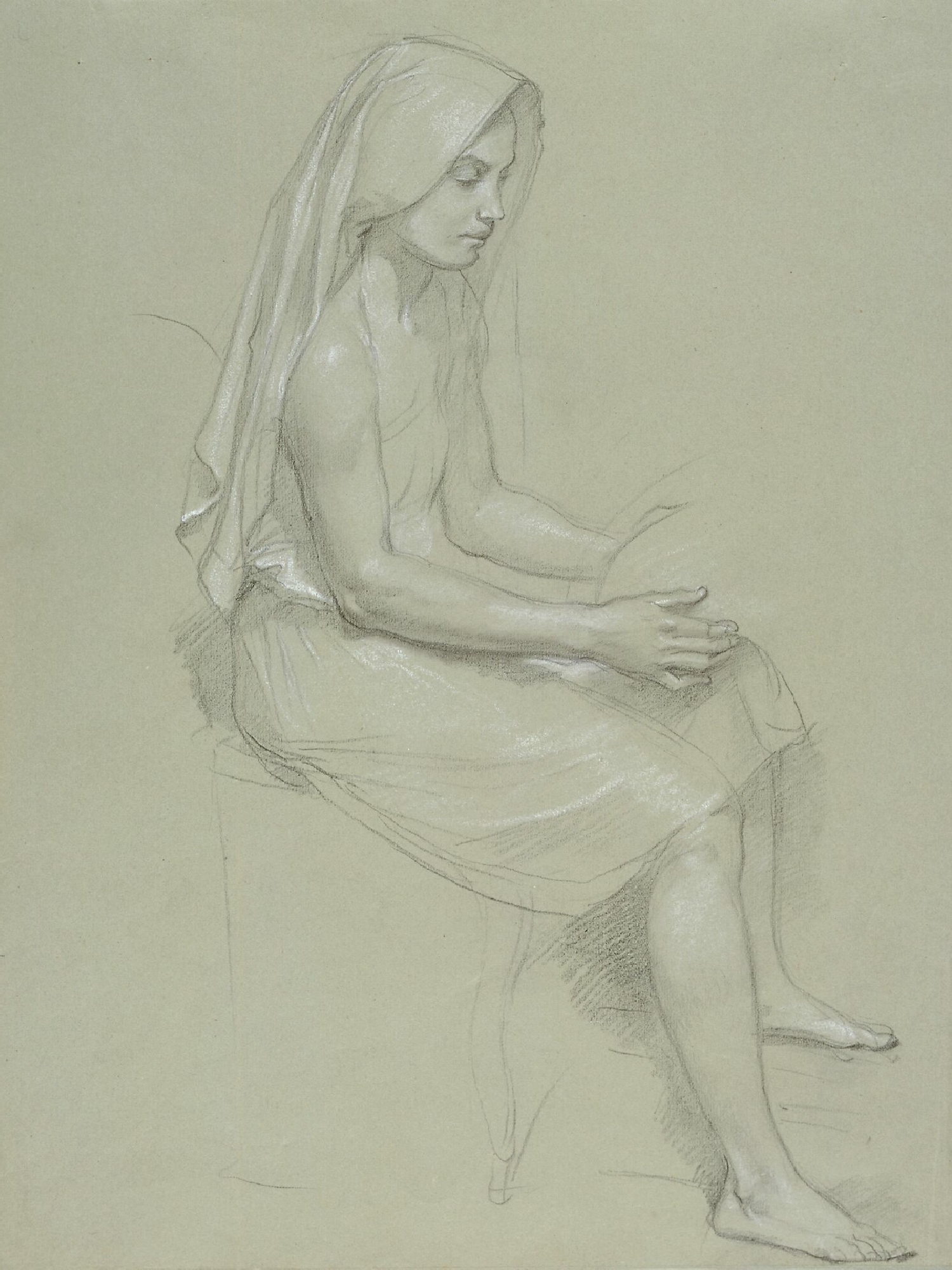
William-Adolphe Bouguereau: Studie sedící, zahalené ženské postavy, barevný papír, bílý kvaš, stínování tužkou, 19. stol.
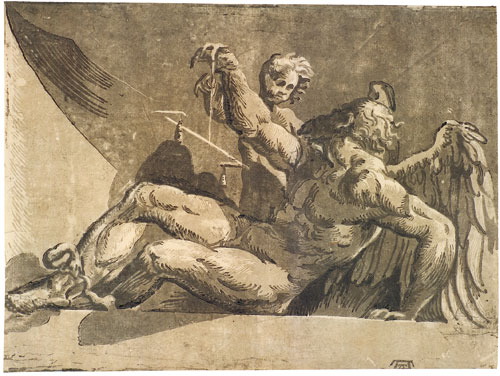
Ugo da Carpi: Bůh Saturn, italský dřevořez chiaroscuro, čtyři bloky, vypadá spíše jako akvarel, 16. stol.
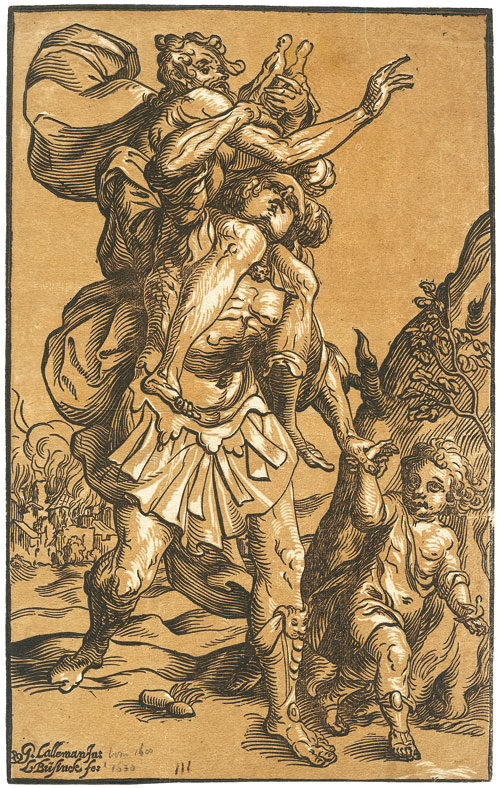
Ludolph Buesinck: Aeneas nesoucí svého otce